# Zeittafel Portugal
Die Zeittafel Portugal gibt in Stichpunkten einen Überblick über die Geschichte Portugals.

## Vor Christus
- 18000 v. Chr.: die Felszeichnungen von Foz Côa stellen eines der ältesten Zeugnisse menschlicher Besiedlung auf dem Boden des heutigen Portugals dar.
- 5720 bis 4585 v. Chr. Höhle von Salemas, früheste archäologische 14C-Datenbefunde Portugals
- 2000 v. Chr.: Beginn der Einwanderung der Iberer.
- 1200 v. Chr.: die Phönizier gründen Kolonien auf dem Gebiet des heutigen Portugals.
- 600 v. Chr.: Beginn der Einwanderung der Kelten, diese vermischen sich mit den Iberern zu Keltiberern.
- um 500 v. Chr.: Im Süden der iberischen Halbinsel wird Karthago zur dominierenden Macht.
- 218 v. Chr. bis 202 v. Chr.: Zweiter Punischer Krieg: Karthago verliert die Iberische Halbinsel an Rom, das heutige Portugal wird Teil der römischen Provinz Hispania Ulterior
- 197 v. Chr. bis 179 v. Chr.: Keltiberischer Krieg, die Einwohner des Landes erheben sich gegen die römische Herrschaft, Rom verteidigt seine Provinz mit großer Härte.
- 154 v. Chr. bis 133 v. Chr. Spanischer Krieg
- 150 v. Chr. die Römer lassen nach einer List große Teile des Keltiberischen Stammes der Lusitaner niedermetzeln.
- 147 v. Chr. geht der Krieg in den Viriatischen Krieg über. Viriatus (* um 180 v. Chr.), der Führer der keltiberischen Lusitaner, kann den Römern in der Schlacht bei Baecula (143 v. Chr.) und erneut 140 v. Chr. vernichtende Niederlagen beibringen. Die Römer müssen in einen für sie beschämenden Friedensschluss einwilligen, der allerdings vom Senat nicht ratifiziert wird.

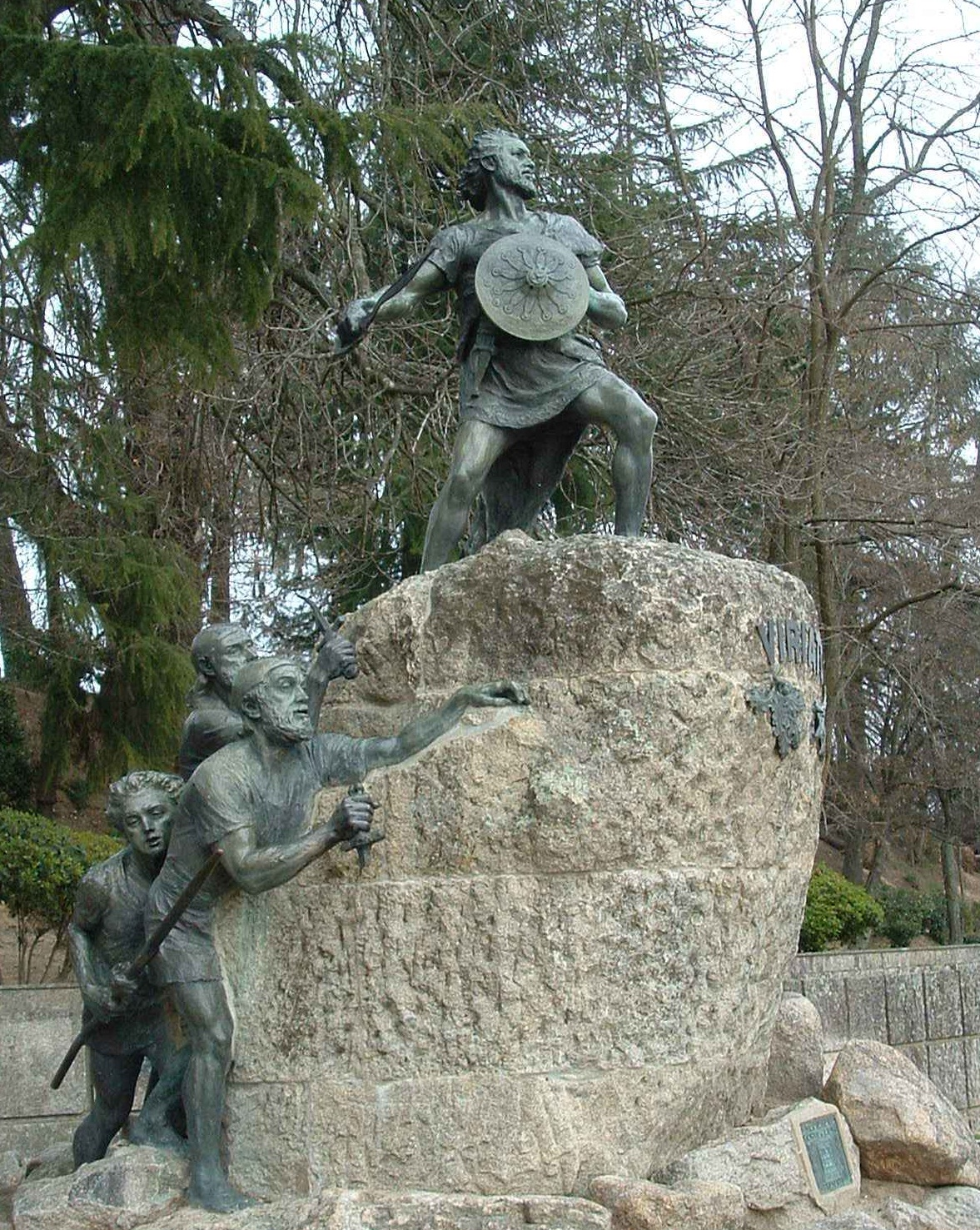
Viriato-Denkmal in Viseu

- 139 v. Chr.: Viriatus wird von mit Rom verbündeten Lusitanern im Auftrag der Römer bei Viseu ermordet. Damit erringen die Römer in der Auseinandersetzung mit den Lusitanern wieder die Oberhand.

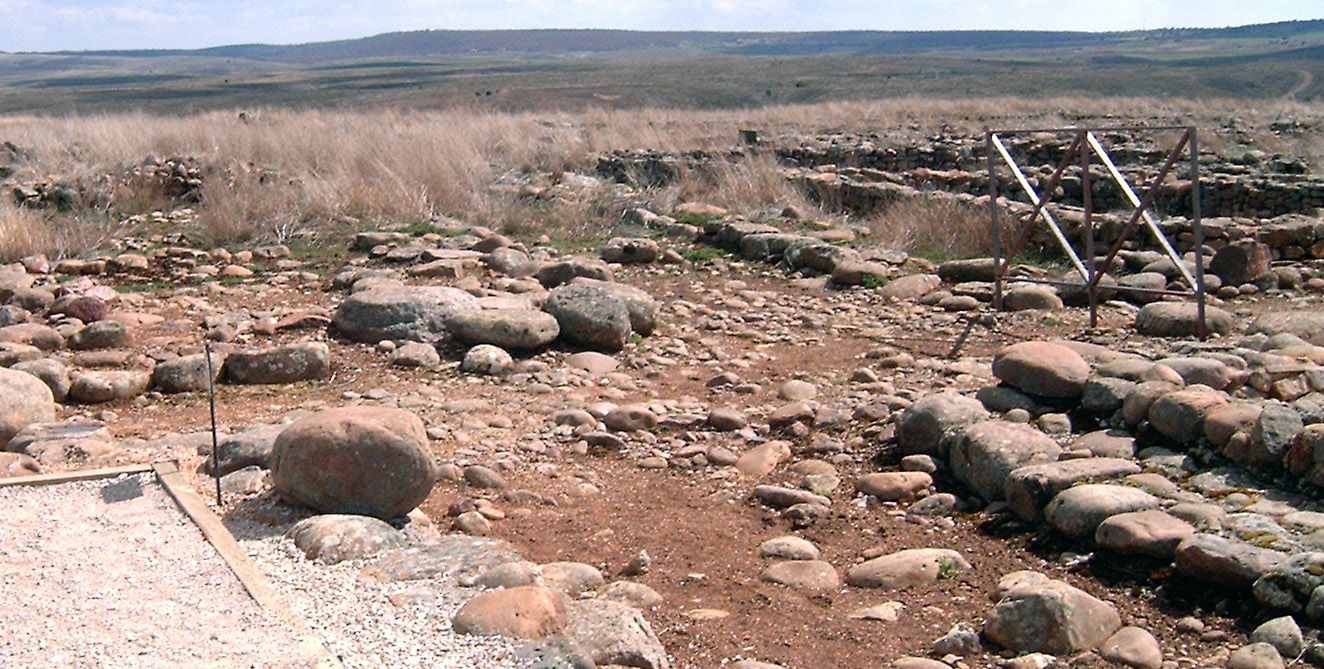
Ruinen von Numantia

- 133 v. Chr. Ende des Spanischen Krieges mit dem Fall von Numantia.
- ab 60 v. Chr.: Caesar bricht den letzten Widerstand der keltiberischen Stämme gegen Rom.

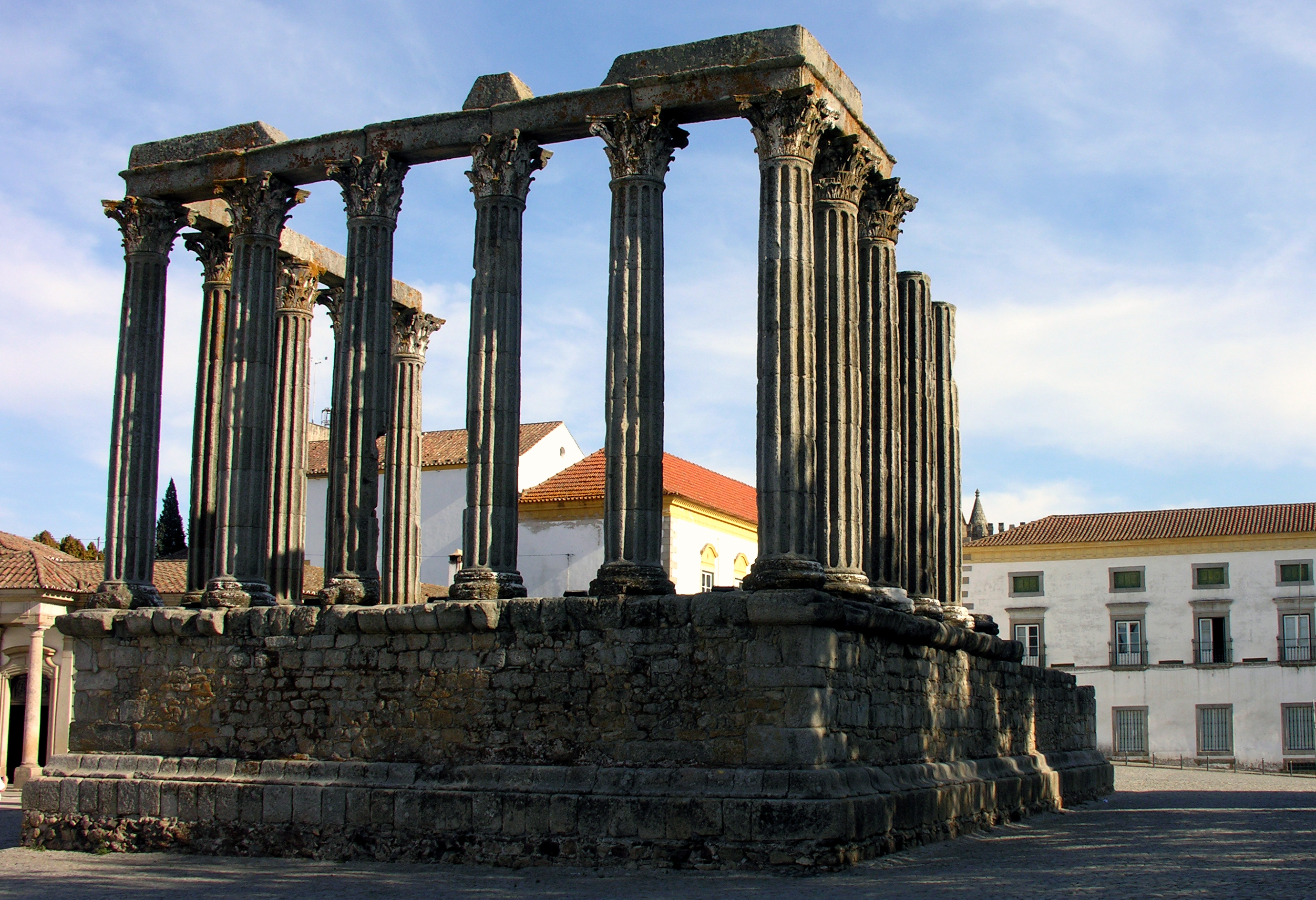
Römischer Tempel in Évora

- 27 v. Chr.: Verwaltungsreform des Kaisers Augustus (* 63 v. Chr.; † 14 n. Chr.; reg. 30 v. Chr. bis 14 n. Chr.): Die iberische Halbinsel wird in drei Provinzen eingeteilt: Betica, Hispania Citerior und Lusitania. Letztere umfasste im Wesentlichen das Gebiet des heutigen Portugals. Römischer Tempel in ÉvoraLusitania wurde in drei Bezirke („conventus“) eingeteilt: Pacensis (Hauptstadt: Pax Iulia, das heutige Beja), Scallabitanus (Hauptstadt: Scallabis, das heutige Santarém) und Emeritensis (Hauptstadt: Emerita, das heutige Mérida in Spanien, das auch Provinzhauptstadt von ganz Lusitanien war).

## 1 bis 1000
- 60 n. Chr.: Beginn der Ausbreitung des Christentums.

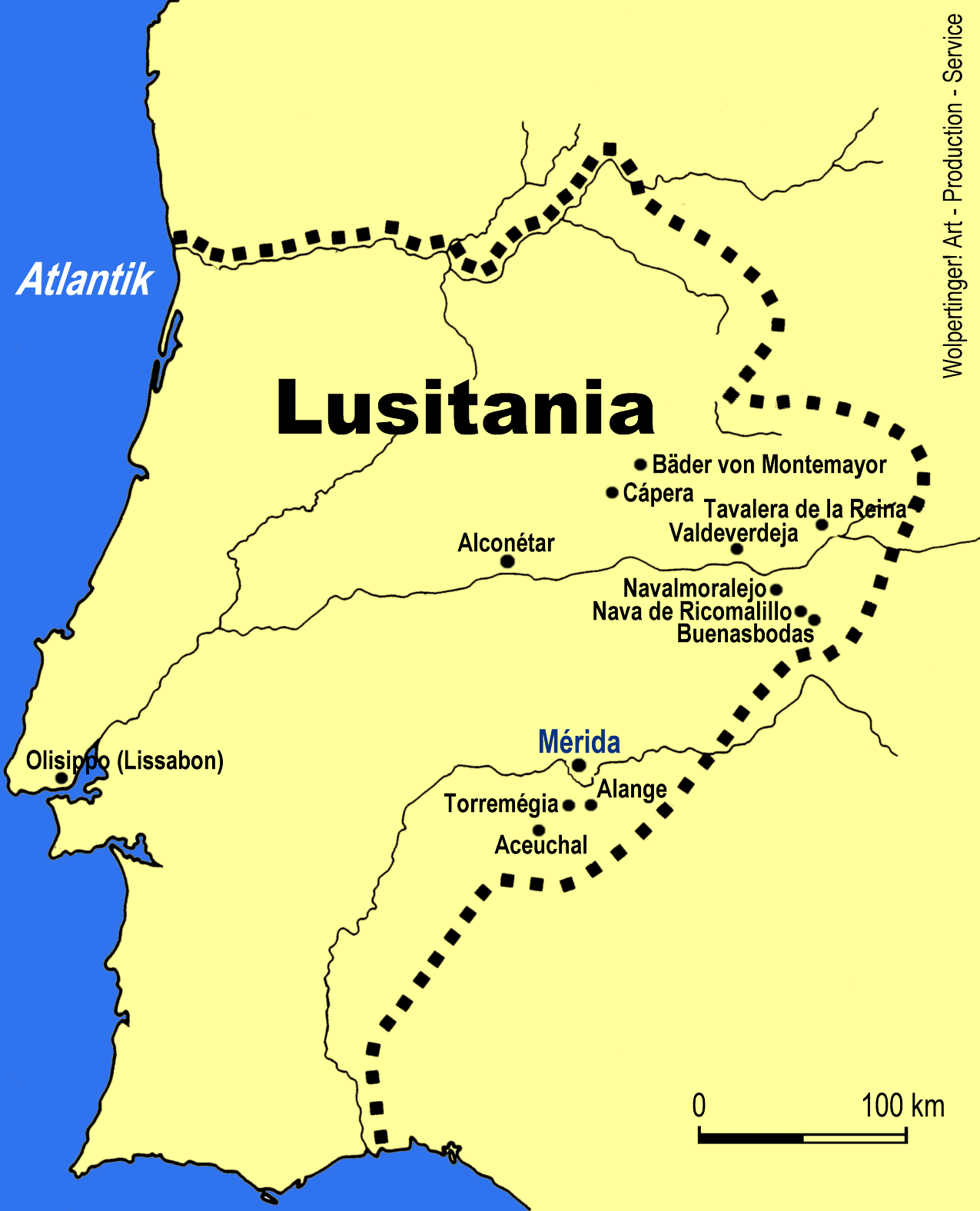
Karte der römischen Provinz Lusitanien

- 280: Verwaltungsreform des Diokletian: Hispania Citerior wird in die Provinzen Hispania Cartaginense und Callaecia bzw. Gallaecia geteilt. Die Provinz Callaecia umfasst das Gebiet nördlich des Douro im heutigen Portugal und das nordspanische Galicien.
- ab 409: Barbareneinfall während der Völkerwanderungszeit zerstört die römische Provinz. Alanen, Vandalen und Sueben fallen nach Portugal ein.
- 410: Sueben bekennen sich mehrheitlich zum arianischen Christentum.
- 416: Beginn der Einwanderung der Westgoten
- um 430: Die Sueben gründen auf dem Gebiet von Gallaecia ihr Reich, Hauptstadt wird Bracara Augusta, das heutige Braga. Auch die anderen germanischen Völker gründen eigene Staaten. Da die Vandalen und Alanen jedoch schnell von den Westgoten besiegt werden, hat nur deren Reich und das Reich der Sueben bestand.
- um 550: die Sueben werden unter König Karriarich zum Katholizismus bekehrt.
- 585: der Westgotenkönig Leovigild siegt über den letzten Suebenkönig Andeca. Das Reich der Sueben wird zerstört und dem Westgotenreich eingegliedert, dieses ist damit das einzige germanische Reich auf iberischem Boden.
- 587: Der Westgotenkönig Rekkared I. tritt in Braga vom arianischen zum katholischen Christentum über.

Das Almoraviden-Reich

- 711: Beginn der arabischen (maurischen) Invasion. Der letzte Westgotenkönig Roderich wird von Tariq ibn Ziyad besiegt und fällt in der Schlacht im südlichen Andalusien. Auch Portugal fällt nach nur wenigen Jahren bis in die Höhe von Braga unter islamische Herrschaft. Schlacht am Río Barbate. Portugal wird Teil des Kalifats von Córdoba.
- 9. Jahrhundert: Beginn der Reconquista, der Rückeroberung Portugals durch christliche Heere, ausgehend von Asturien und León.

König Alfons III., der Große von Asturien verlegt die Hauptstadt nach León und erobert im Jahre
- 868 den alten Römerhafen Portus Cale (das heutige Porto), von dem das Land seinen Namen erhält; und dann

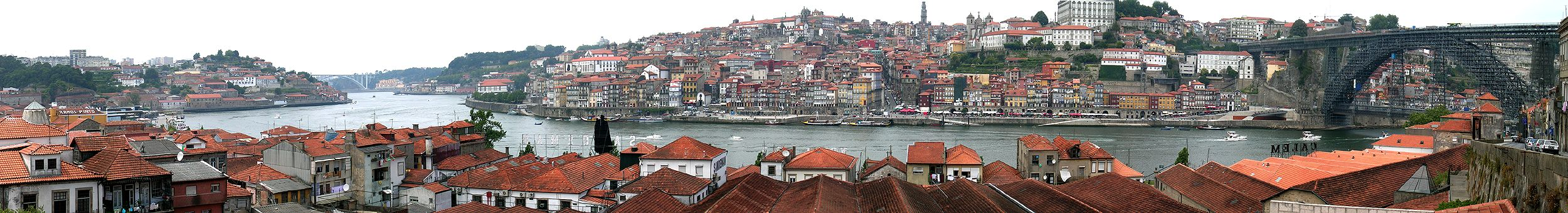
Porto

- 878 Coimbra

## 1001 bis 1300
- um 1000: Innerhalb Leóns bilden sich in den von den Mauren zurückeroberten Gebiete die Grafschaften Kastilien und Portugal, die ein zunehmendes Eigenleben führen. Alfons VI. von León versucht durch die Annahme des Kaisertitels seine Oberhoheit über die beiden Grafschaften zu demonstrieren.
- 1064: Endgültige Rückeroberung der Stadt Coimbra im Auftrag von König Ferdinand I., dem Großen von Kastilien und León von den Mauren. In Coimbra wird unter Leitung der Benediktiner die erste Schule auf dem Gebiet des späteren Königreiches Portugal eingerichtet.
- 1068: Graf Raymond von Armous, ein jüngerer Sohn des Herzogs Wilhelm I. von Burgund, begibt sich nach Portugal. Dies ist das erste Auftreten der Burgunder, einer Seitenlinie der Kapetinger im Lande. Raymond heiratet Urraca, Erbtochter des leonesischen Königs, und wird 1093 Graf von Galicien, des nördlich an Portugal angrenzenden Gebiets.

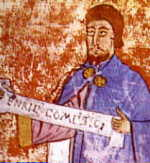
Heinrich von Burgund

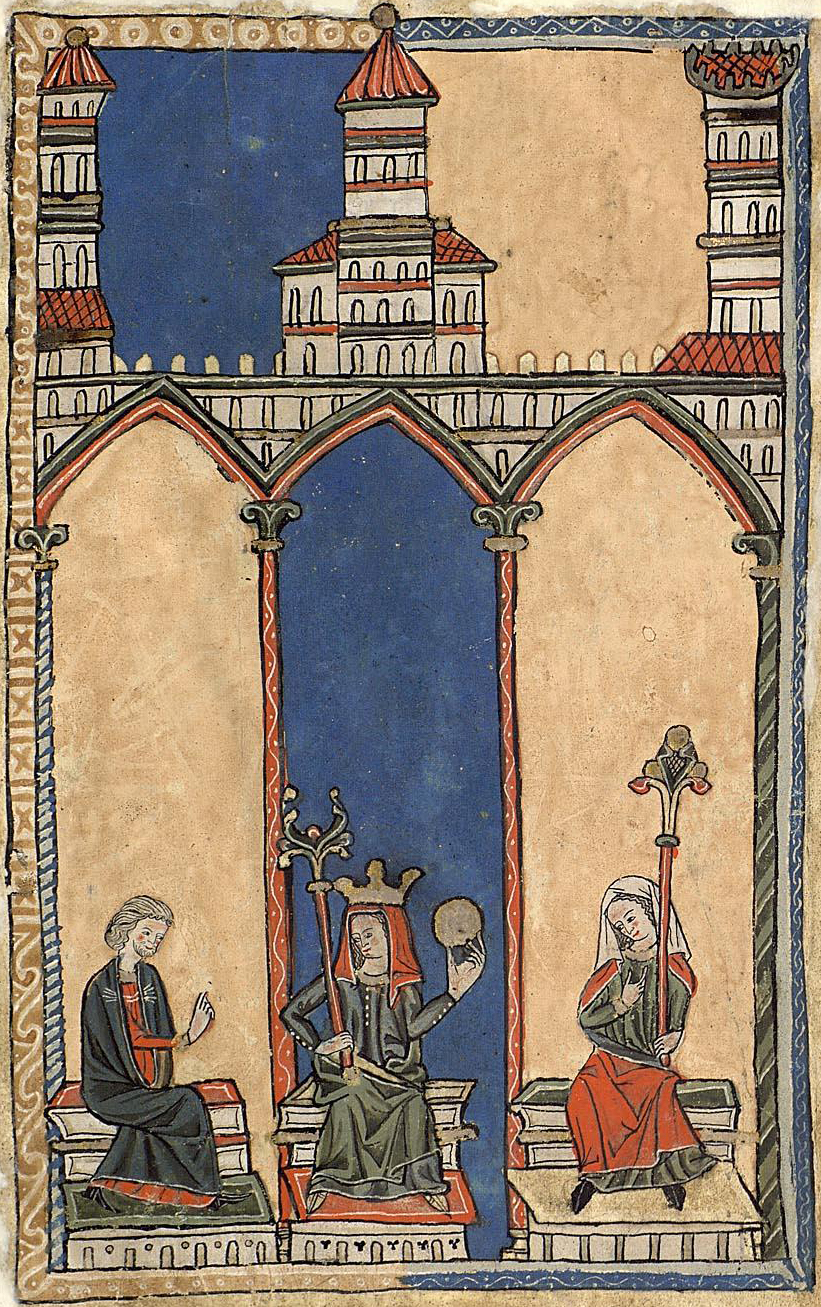
Miniatur aus dem 13. Jahrhundert. In der Mitte Theresia von Kastilien, rechts ihre Tochter Urraca Enríquez, links ihr Geliebter Fernando Pérez de Traba.

- 1071: In der Nähe von Braga fällt Graf Nuno Mendes in der Schlacht von Pedroso gegen den König von Galicien, Garcia, was die Bestrebungen des portugiesischen Adels nach Unabhängigkeit vorerst verhindert.
- 1080: Auf einem Konzil in Burgos setzen sich die kirchlichen Kräfte durch, die in allen christlichen Reichen auf der iberischen Halbinsel den altspanischen, mozarabischen Ritus durch den päpstlichen römischen Ritus ersetzen wollen. Dessen Durchsetzung dauert jedoch bis in die ersten Jahrzehnte des 12. Jahrhunderts.
- 1093: Heinrich von Burgund, ein Neffe Raimonds und jüngerer Sohn Herzog Heinrich von Burgund, heiratet Theresia von León, eine nichteheliche Tochter von Alfons VI. von León. Er erhält 1095 die Grafschaften Portucale und Coimbra. Er begründet die Herrschaft des Hauses Burgund auf einem Teilgebiet des späteren Königreiches Portugal, die bis 1383 andauert.
- 1104: Gründung des Erzbistums Braga durch Heinrich von Burgund. Die Bistümer Porto, Lamego, Viseu und Coimbra folgen und die Stadt Guimarães, die sich stolz die "Wiege Portugals" nennt, wird seine bevorzugte Residenz.
- 1109 Nach dem Tod von Alfonso VI. von León und Kastilien löst sich Portugal aus der Lehensabhängigkeit.
- 1114: Tod Heinrich von Burgunds. Für seinen minderjährigen Sohn Alfons I. (* 1110; † 1185; reg. als König 1139 – 1185) übernimmt zunächst seine Witwe Theresia von Kastilien die Regentschaft. Sie nimmt 1117 den Titel einer Königin von Portugal an, was von leonesischer Seite aber nicht anerkannt wird, und muss sich schließlich wieder der Oberhoheit ihrer Halbschwester Urraca von León beugen, die dort nach dem Tode Alfons VI. die Macht übernommen hatte.
- 1127: Alfons VII. von Kastilien, ein Sohn der Urraca, besiegt Theresia von Kastilien; diese ist dadurch entscheidend geschwächt.

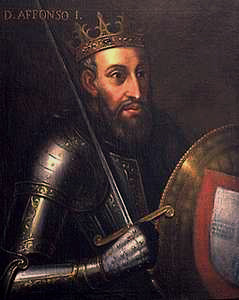
Alfons I.

- 1128: Alfons I. besiegt seine Mutter in der Schlacht von São Mamede. Theresia von Kastilien wird entmachtet, Alfons I. beginnt selbständig zu regieren.
- 1128: Der Templerorden begründet seine erste Niederlassung in Portugal auf der Schenkung der am Mondego gelegenen Burg von Soure durch D. Theresia, die den Templern auch "alle Gebiete zwischen Coimbra und Leiria, die sich noch in der Hand der Ungläubigen befinden" überträgt. Im folgenden Jahr bestätigt Alfons I. den Templern die Schenkung des Castelo de Soure.
- 1135: Alfons I. verweigert Alfons VII. von León den Lehnseid.
- 1139: Alfons I. siegt über die Mauren in der Schlacht von Ourique. Er nimmt danach den Königstitel an und begründet so die Selbständigkeit Portugals von Kastilien-León. Erste Hauptstadt des Königreichs Portugal wird Guimarães.
- 1143: Vertrag von Zamora: Kastilien-León muss die Unabhängigkeit Portugals anerkennen. Alfons I. verlegt die Hauptstadt nach Coimbra.
- 1179: Papst Alexander III. erkennt mit der Bulle „Manifestis probatum“, der „Geburtsurkunde Portugals“, die portugiesische Unabhängigkeit an. Portugal ist damit heute der älteste Nationalstaat Europas.
- 1147: Alfons I. erobert Lissabon und Santarém von den Mauren.
- 1162: Alfons I. gründet den Ritterorden von Avis.

Kreuz des Ritterordens von Avis

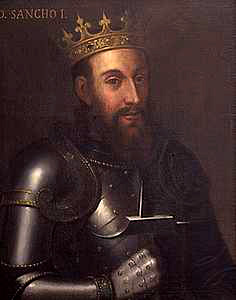
Sancho I.

- 1185: Sancho I. besteigt den Thron (regiert bis 1211).
- 1195: Die katholische Kirche verhängt das Interdikt über Portugal. Es beginnt ein fast zweihundert Jahre andauernder Konflikt zwischen Kirche und portugiesischem Königtum.
- 1211 bis 1223: Alfons II. ruft die erste Cortes ein und schafft das erste zusammenhängende portugiesische Gesetzeswerk. Er kann die Ortschaften Setúbal und Alcácer do Sal von den Mauren zurückerobern. Der Konflikt mit der Kirche verschärft sich, Alfons stirbt im Kirchenbann.
- 1223 bis 1248: Sancho II.
- 1226: Niederlage der Portugiesen gegen die Mauren in der Schlacht bei Elves.
- 1239: Sieg der Portugiesen über die Mauren in der Schlacht bei Aimonte. Die östliche Algarve und das Alentejo fallen an die Portugiesen.

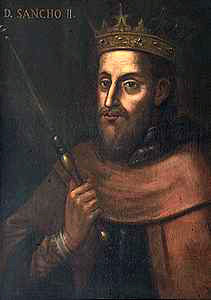
Sancho II.

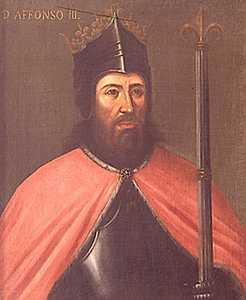
Alfons III.

- 1245: Höhepunkt im Kampf zwischen Königtum und Kirche. Papst Innozenz IV. setzt Sancho II. de facto ab und ernennt seinen Bruder Alfons III. zum Verwalter des Königreiches. Es beginnt ein Bürgerkrieg zwischen den beiden Brüdern, der erst durch den Tod von Sancho II. endet.
- 1248 bis 1279: Alfons III.
- 1250/1251: Abschluss der portugiesischen Reconquista mit der Eroberung der Algarve durch Alfons III.
- 1254: Alfons III. war auch der erste portugiesische König, der zu den Cortes in Leiria Vertreter des Volkes (homens-bons dos conselhos) hinzuzog. Diese boni homines ("rechtschaffene Männer") waren nichtadlige, aber angesehene Landbesitzer aus verschiedenen Amtsbezirken des Reiches. Ihre Einladung in die cortes war ein geschickter Schachzug des Königs, um die Steuereinkünfte zu erhöhen.
- 1256: Der König verlegt die Hauptstadt des Landes nach Lissabon.

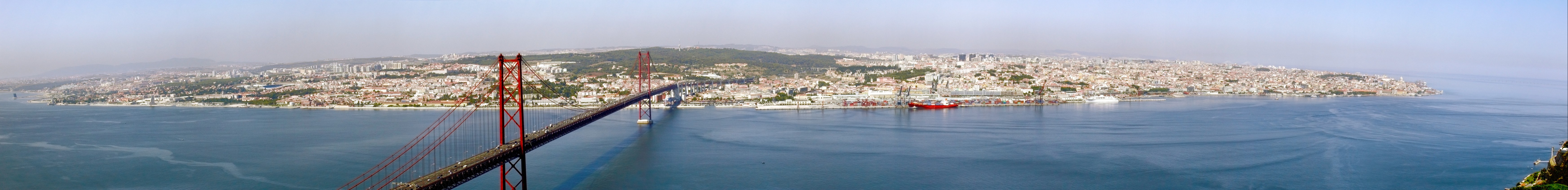
Lissabon

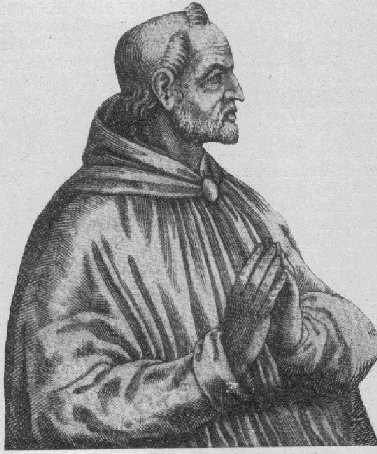
Papst Johannes XXI.

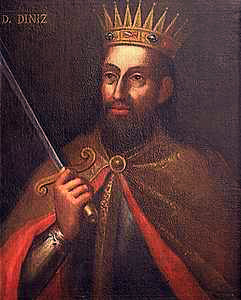
Dionysius

- 1276: Mit Johannes XXI. besteigt der bis heute einzige Portugiese den Heiligen Stuhl.
- 1279 bis 1325: König Dionysius. Bürgerkrieg in Portugal zwischen Dionysius und seinem jüngeren Bruder Alfons, gleichzeitig Krieg mit Kastilien, wechselseitiger Einmarsch der Kastilier in Portugal und der Portugiesen in Kastilien.
- 1289: Durch einen Kompromiss zwischen Dionysius und Papst Nikolaus IV. wird der seit Jahrhunderten schwelende Konflikt zwischen Königshaus und Kirche entschärft.
- 1294: Mit dem ersten Handelsvertrag mit England beginnt eine lange Reihe von Bündnissen zwischen den beiden Ländern.
- 1297: Vertrag von Alcañices. Friedensschluss zwischen Dionysius und Ferdinand IV. von Kastilien. Die Grenze zwischen beiden Ländern wird endgültig festgesetzt, sie entspricht im Wesentlichen der noch heute gültigen Grenze zwischen Portugal und Spanien.

## 1301 bis 1500

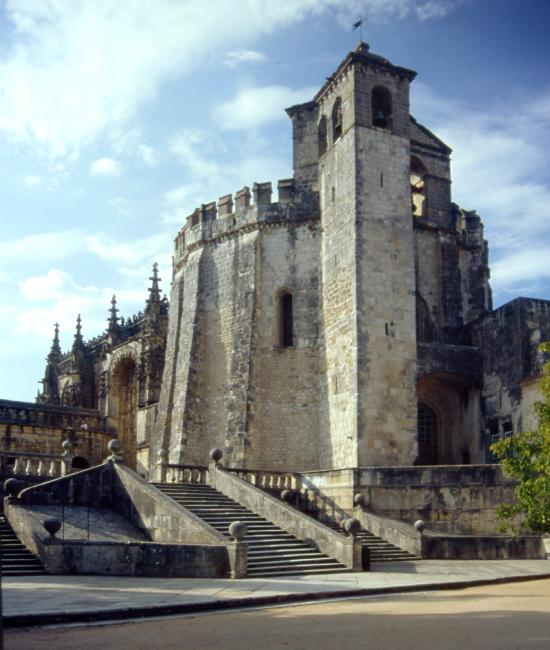
Christusritter-Burg in Tomar

- 1312: Auf Betreiben des französischen Königs Philipp IV., des Schönen und Papst Clemens V. wird der Templerorden aufgelöst. Anders als anderswo in Europa kommt es in Portugal nicht zur Verfolgung der Templer. Hier wird
- 1319 von König Dionysius der Christusorden gegründet, durch den die Templer als nationaler portugiesischer Orden praktisch fortgesetzt werden.

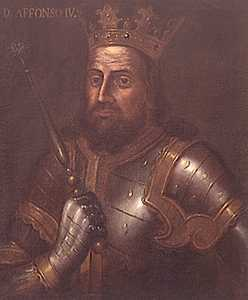
Alfons IV.

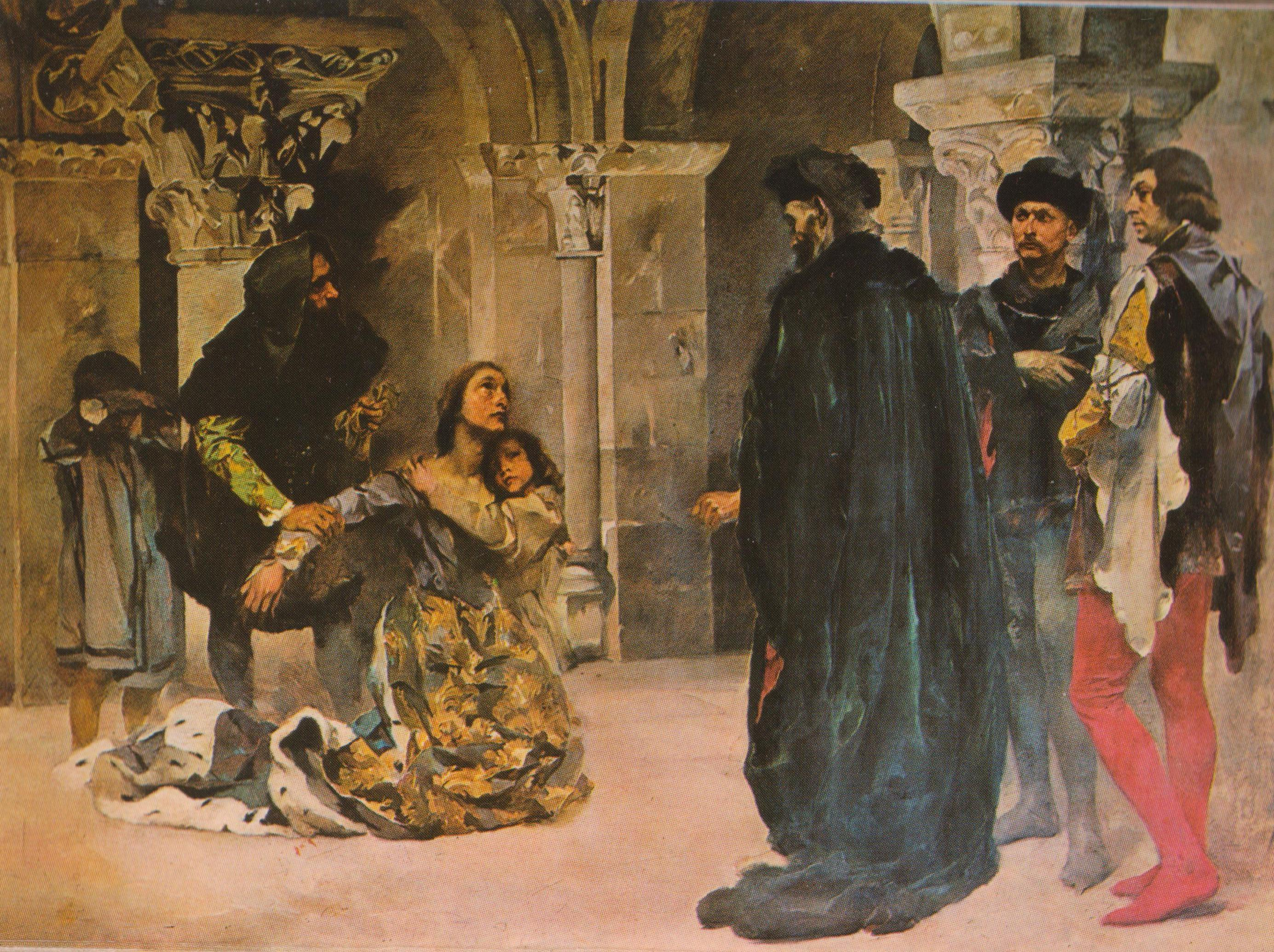
Die Hinrichtung der Inês de Castro

- 1340: Alfons IV. (reg. 1325–1357) besiegt gemeinsam mit einem kastilischen Heer die Mauren in der Schlacht am Salado. Damit sind die maurischen Versuche in Portugal wieder Fuß zu fassen endgültig vereitelt.
- 1355 Auf Befehl Alfons IV. wird die Geliebte seines Sohnes Peter I., Inês de Castro, als Hochverräterin verurteilt und hingerichtet. Es beginnt ein Bürgerkrieg zwischen Vater und Sohn, der erst
- 1357 mit dem Tode Alfons IV. und der Thronbesteigung Peter I. endet.
- 1383: Mit dem Tode Ferdinand I. endet die Herrschaft der Burgunder. Revolution von 1383, mit Johann I. übernimmt das Haus Avis die Macht (bis 1580), nachdem die kastilischen Ansprüche auf den Thron

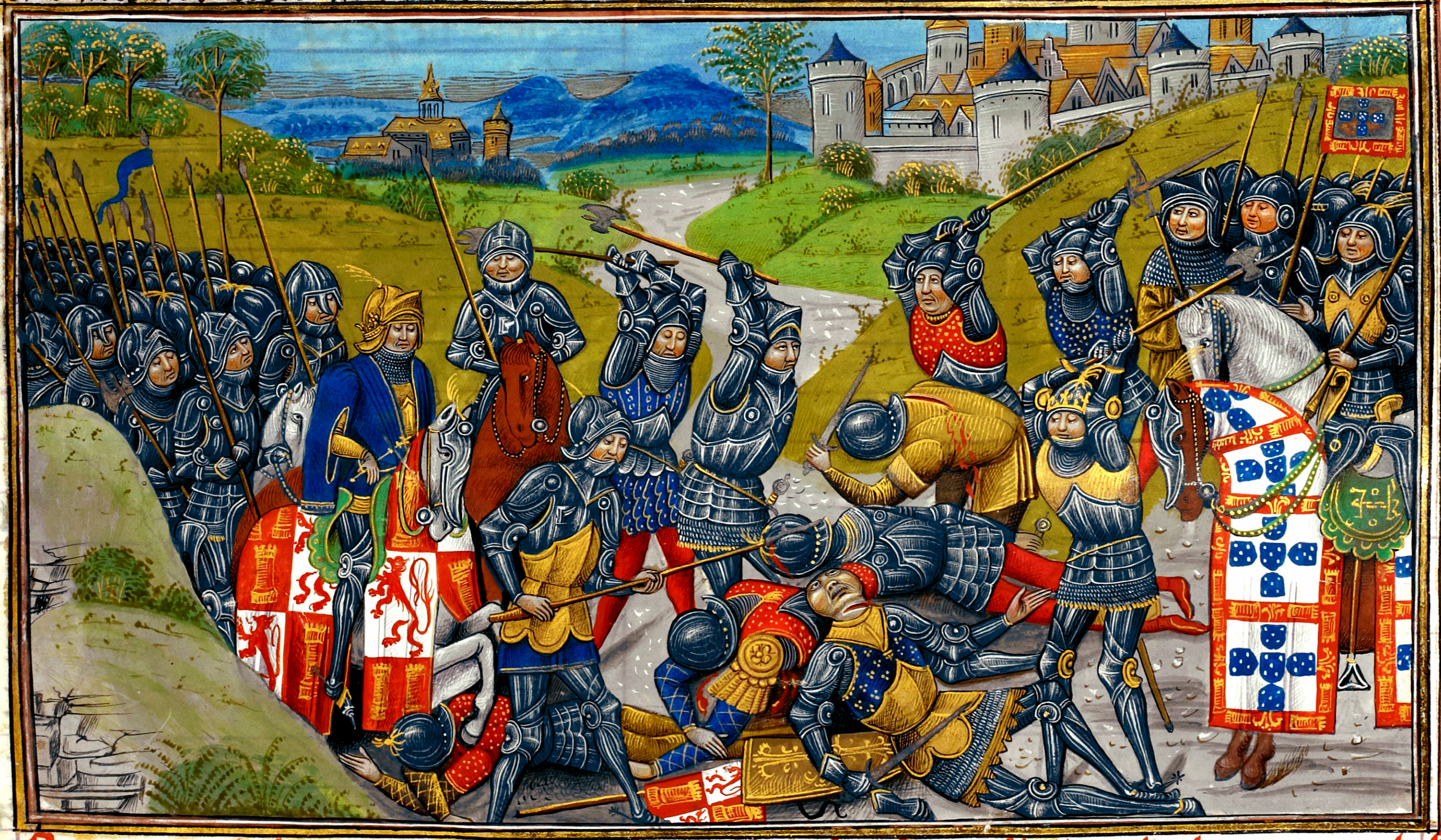
Die Schlacht von Aljubarrota

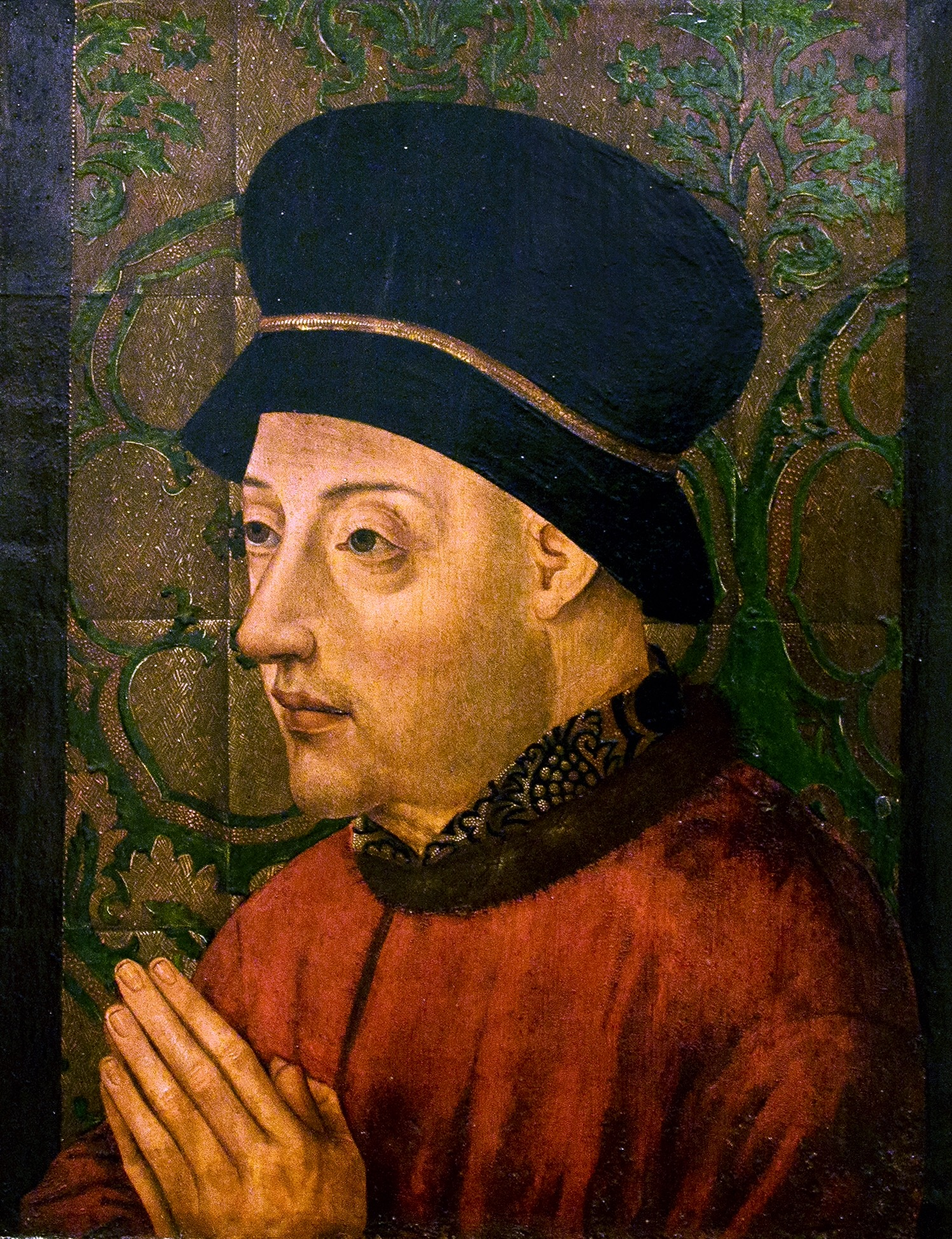
Johann I.

- 1385 durch den portugiesischen Sieg in der Schlacht von Aljubarrota zurückgewiesen werden können.
- Johann I. (reg. bis 1433). In seiner Regierungszeit erfolgt der Beginn des Aufbaus des späteren portugiesischen Kolonialreichs.
- 1386 Vertrag von Windsor, erster Vertrag in einer langen Reihe von Wirtschafts- und Bündnisverträgen mit England.

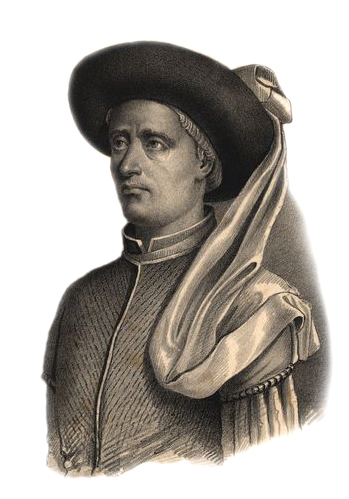
Heinrich der Seefahrer

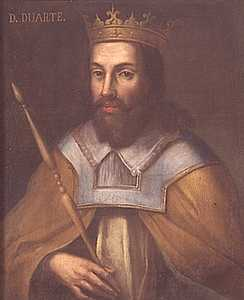
König Eduard von Portugal

- 1415: Portugal erobert das nordafrikanische Gebiet um Ceuta. Später erfolgen weitere Eroberungen entlang der Küste Westafrikas (Heinrich der Seefahrer, *1394; † 1460).
- 1419 wird Madeira und
- 1427 die Azoren (wieder) entdeckt und von Portugal kolonialisiert.
- 1437: Heinrich der Seefahrer scheitert beim Versuch der Eroberung von Tanger.
- 1438: König Eduard (Duarte) stirbt an der Pest, für seinen minderjährigen Sohn führt Peter von Coimbra die Regentschaft.

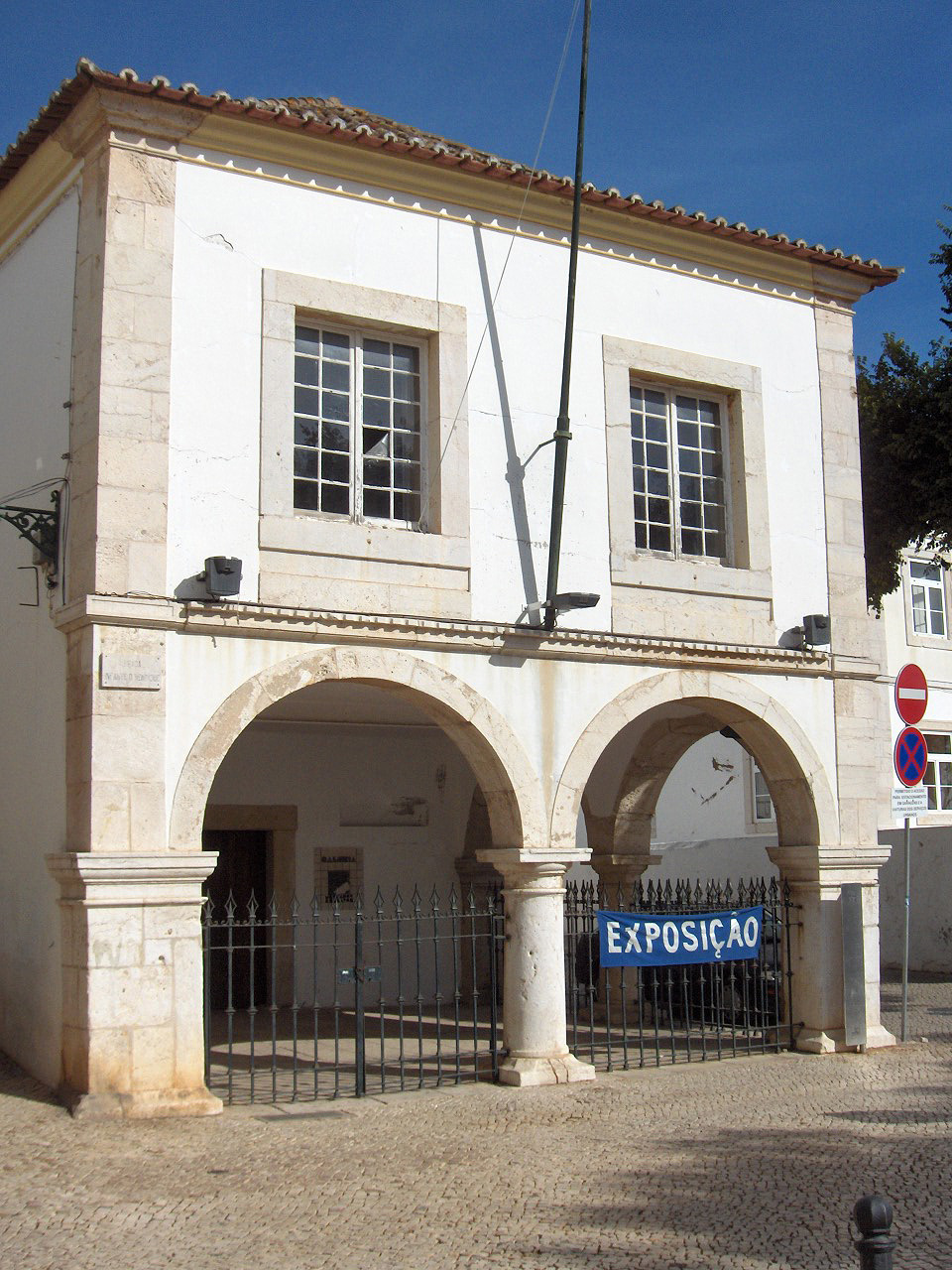
Sklavenmarkt in Lagos

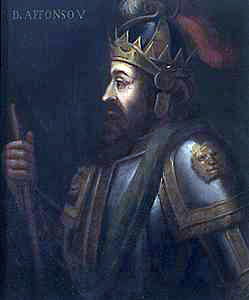
Alfons V.

- 1445: In Arguim in Afrika wird ein portugiesischer Handelsposten eröffnet, Portugal steigt in den Handel mit afrikanischen Sklaven ein.
- 1447: Entdeckung Kap Verdes, das dem Christusorden zur Besiedlung übergeben wurde.
- 1449: Schlacht von Alfarrobeira. Der inzwischen volljährige König Alfons V. schlägt seinen Onkel Peter von Coimbra und beginnt selbständig zu regieren.
- 1455: Mit der päpstlichen Bulle Romanus Pontifex erhalten König Alfons V. und Heinrich der Seefahrer das Handelsmonopol für die neue Ländereien in Afrika und Asien.
- 1471: Die Portugiesen erobern Tanger.
- 1476 bis 1477: Portugal wird in die kastilischen Thronstreitigkeiten verwickelt, verliert gegen Kastilien in der Schlacht von Toro und muss
- 1479 im Frieden von Alcáçovas auf alle Ansprüche auf den kastilischen Thron verzichten.
- 1481 bis 1495: König Johann II. setzt mit großer Härte die Macht der Krone gegen Adel und Kirche durch.

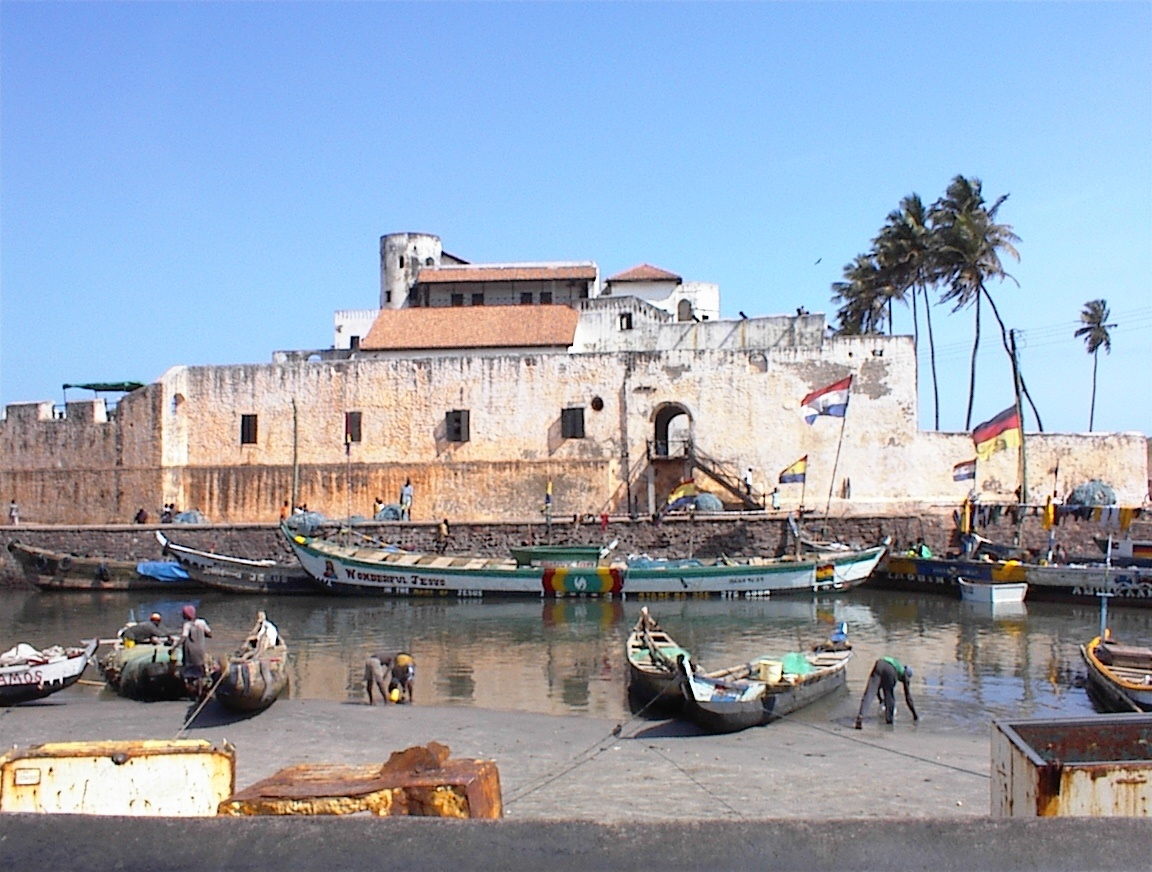
Fort São Jorge da Mina (Elmina, Ghana)

- 1482: Gründung der Festung São Jorge da Mina Elmina an der Goldküste (heutiges Ghana). Die Einkünfte der Krone verdoppeln sich auf einen Schlag. Starke Expansion des Sklaven-, Gold- und Gewürzhandels.
- 1488: Die Portugiesen (Bartolomeu Diaz) erreichen das Kap der Guten Hoffnung (Südafrika)
- 1492: Christoph Kolumbus entdeckt im Auftrag der katholischen Könige Spaniens Amerika, nachdem er vom portugiesischen König Johann II. zuvor abgewiesen wurde.
- 1492: Die katholischen Könige vertreiben die spanischen Juden, 60.000 fliehen nach Portugal.
- 1494: Vertrag von Tordesillas. Die portugiesischen und spanischen Einflusssphären in Afrika und Amerika werden abgesteckt.

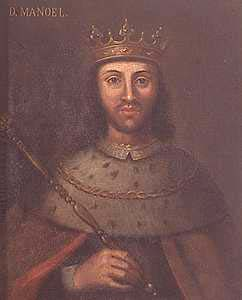
Emanuel der Glückliche

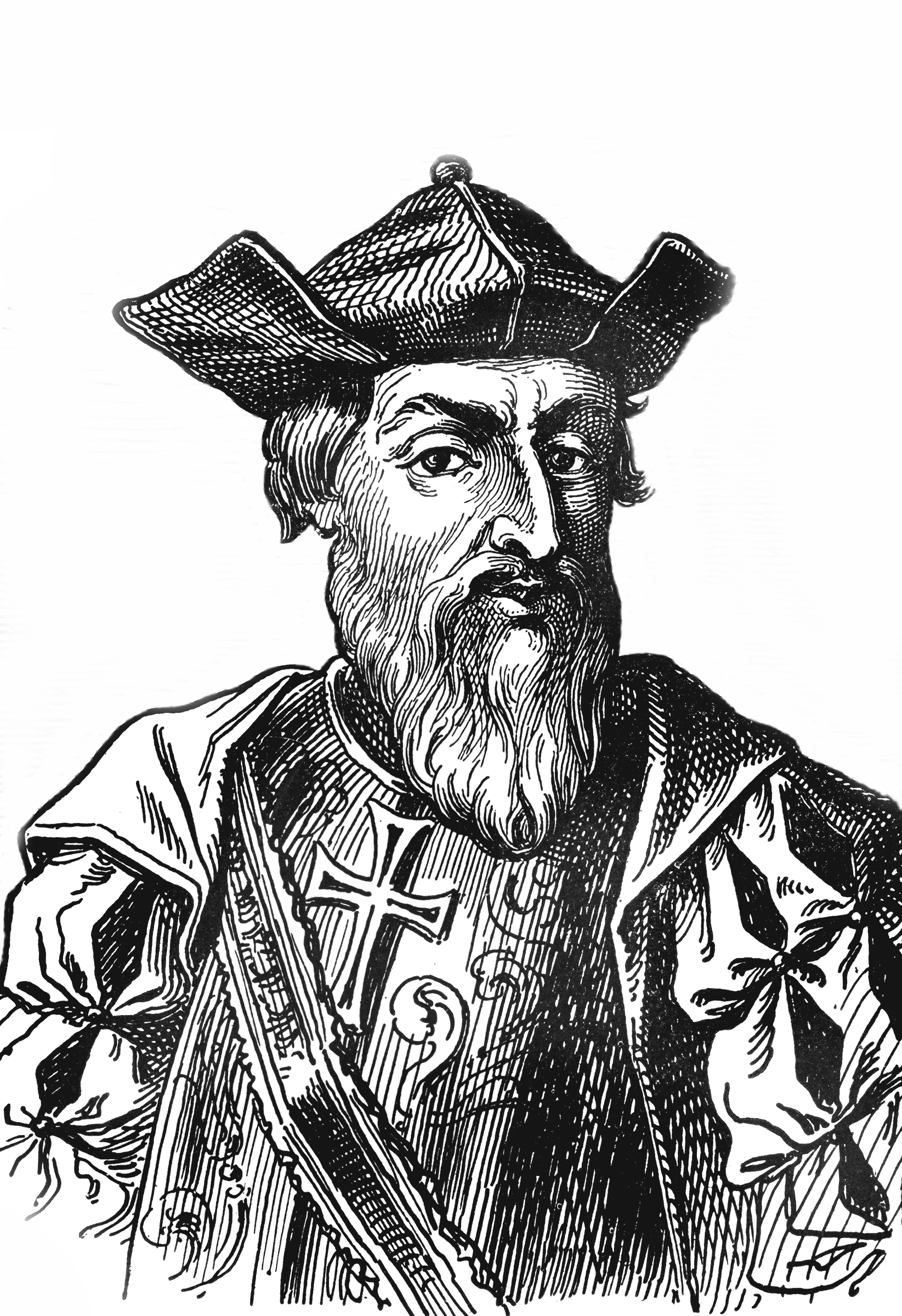
Vasco da Gama

- 1495 bis 1521: Regierungszeit König Emanuel des Glücklichen. Portugal befindet sich auf dem Höhepunkt seiner Macht. Kulturelle Blüte (Literatur, Architektur (Manuelinik)).
- 1496: Auch Portugal vertreibt seine Juden, wer sich taufen lässt (sog. Neue Christen) darf allerdings bleiben.
- 1497: Vasco da Gama findet den Seeweg nach Indien.

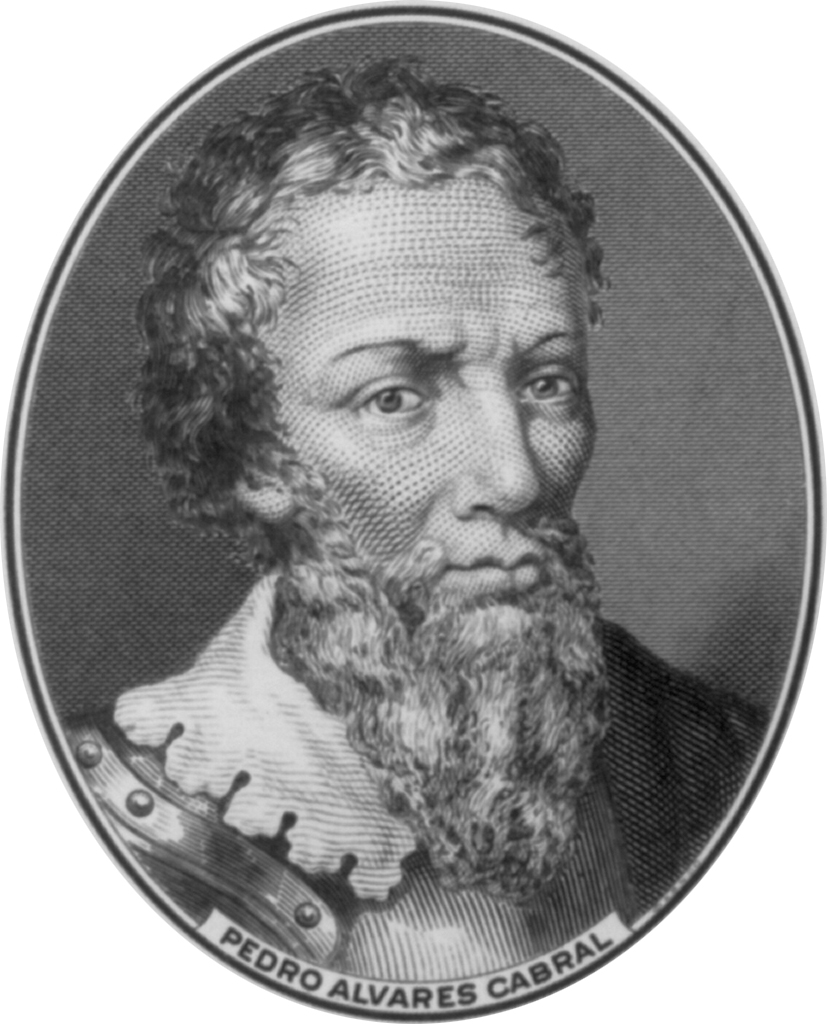
Pedro Álvares Cabral

- 1500 (22.4): Pedro Álvares Cabral (* um 1467; † um 1526) landet bei einer Umseglung Afrikas (auf der Reise nach Indien) in Brasilien und nimmt das Land für die Krone Portugals in Besitz.

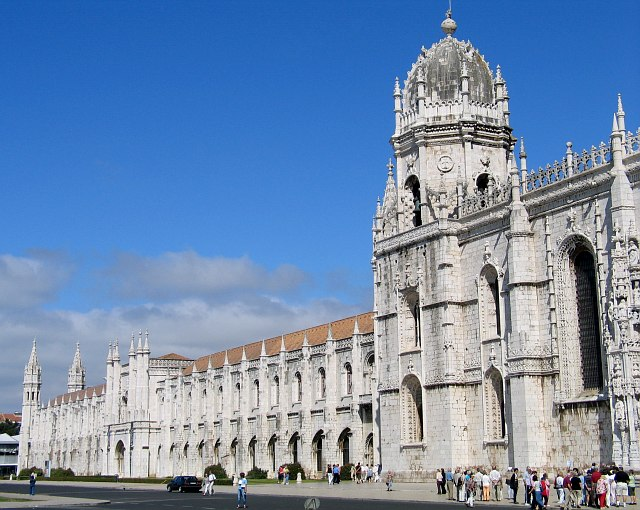
Das Hieronymus-Kloster in Lissabon, ein Hauptwerk der Manuelinik

## 1501 bis 1800

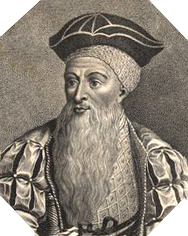
Afonso de Albuquerque

- 1504 und 1506: Pogrome in Lissabon gegen die „Neuen Christen“ (die getauften Juden).
- 1505 bis 1515: Aufbau des Estado da Índia, des portugiesischen Kolonialreichs in Asien unter dem Vizekönig Francisco de Almeida und dem Gouverneur von Indien Afonso de Albuquerque mit dem Aufbau befestigter Stützpunkten und Faktoreien und der vollständigen Erschließung der Gewürzroute bis zu den Molukken.
- 1509: Die Vernichtung einer arabischen Flotte in der Seeschlacht von Diu verschafft Portugal die vollständige Seeherrschaft über den Indischen Ozean

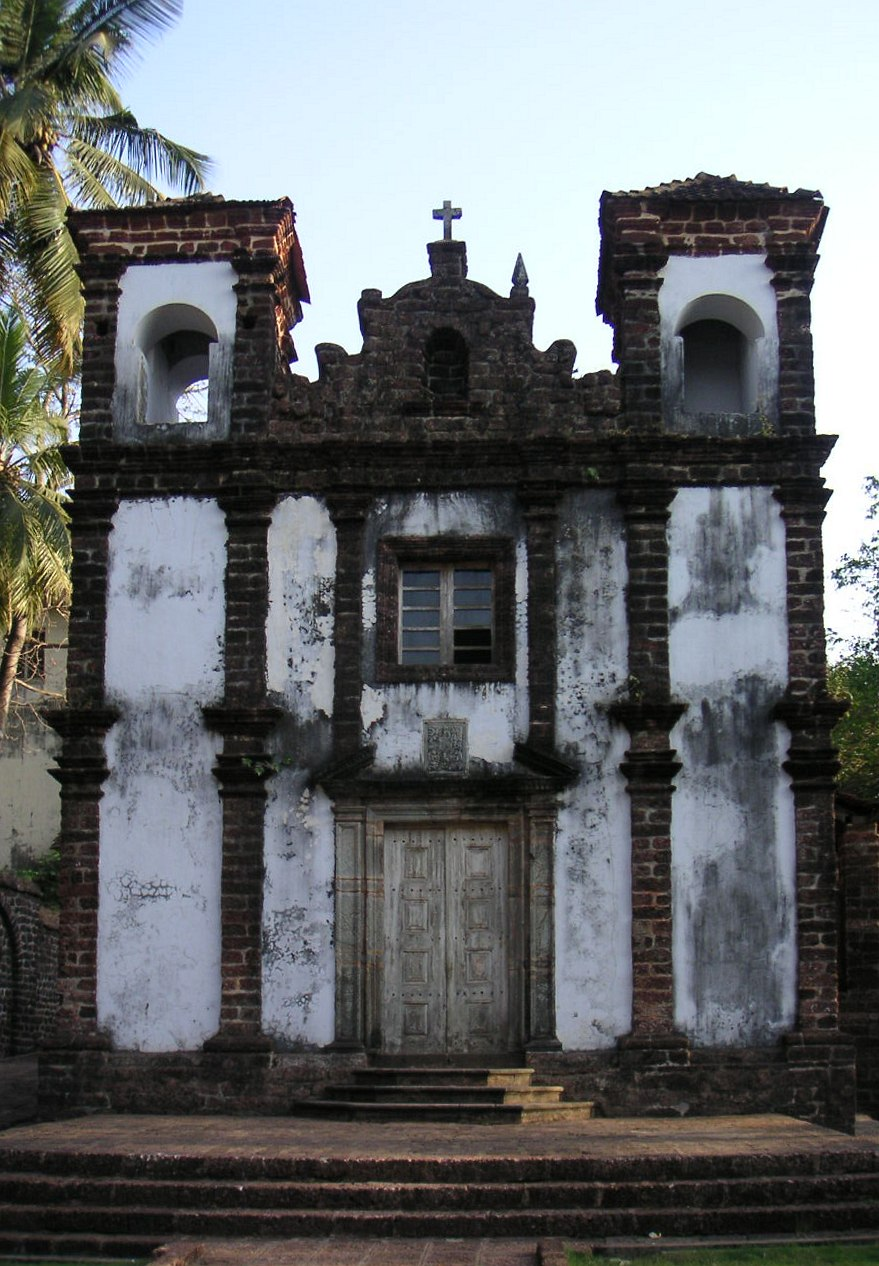
Kirche in Velha Goa, Indien

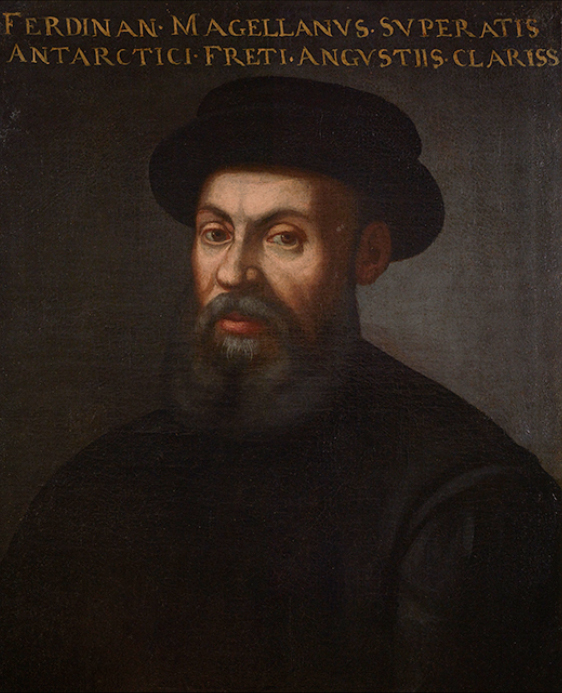
Ferdinand Magellan

- 1510: Afonso de Albuquerque besetzt Goa.
- 1511: Eroberung von Malakka (Malaysia).
- 1513: Timor wird portugiesisch.
- 1515: Portugal erobert Hormus (Oman).
- 1519 bis 1522: Weltumsegelung des Portugiesen Ferdinand Magellan, in spanischem Auftrag.
- 1532: Gründung der ersten dauerhaften portugiesischen Siedlung in Brasilien.
- 1536: Einführung der Inquisition in Portugal.
- 1540: Die Jesuiten lassen sich in Portugal nieder.

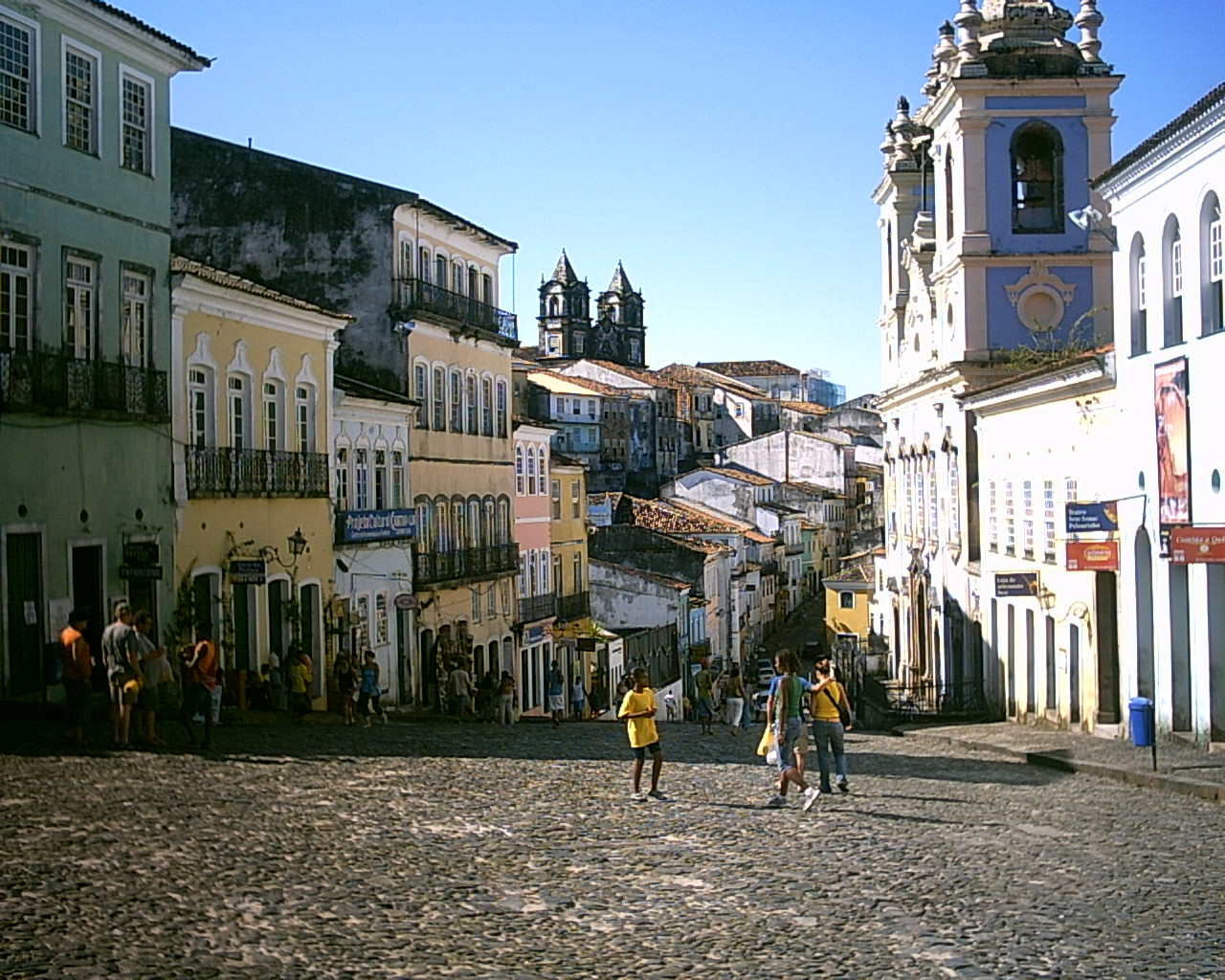
Salvador da Bahia in Brasilien

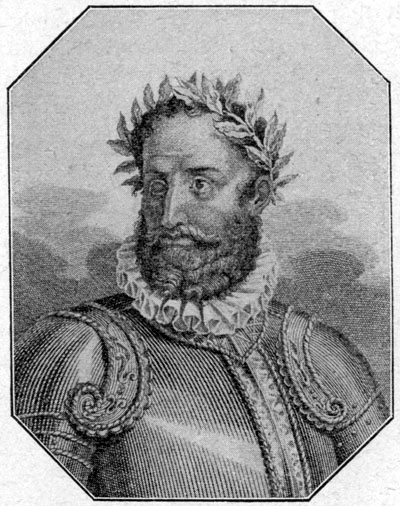
Luís de Camões

- 1549: Gründung von Salvador da Bahia, der ersten Hauptstadt Brasiliens.
- 1557: Portugal erwirbt Macau, erster europäischer Vorposten in China.
- 1572: Die erste Ausgabe von Luís de Camões’ Nationalepos Os Lusíadas (dt. Die Lusiaden) erscheint.
- 1578: Niederlage der Portugiesen in der Schlacht von Alcácer-Quibir gegen den Sultan von Fès. König Sebastian I. fällt in der Schlacht, Portugal ist entscheidend geschwächt.

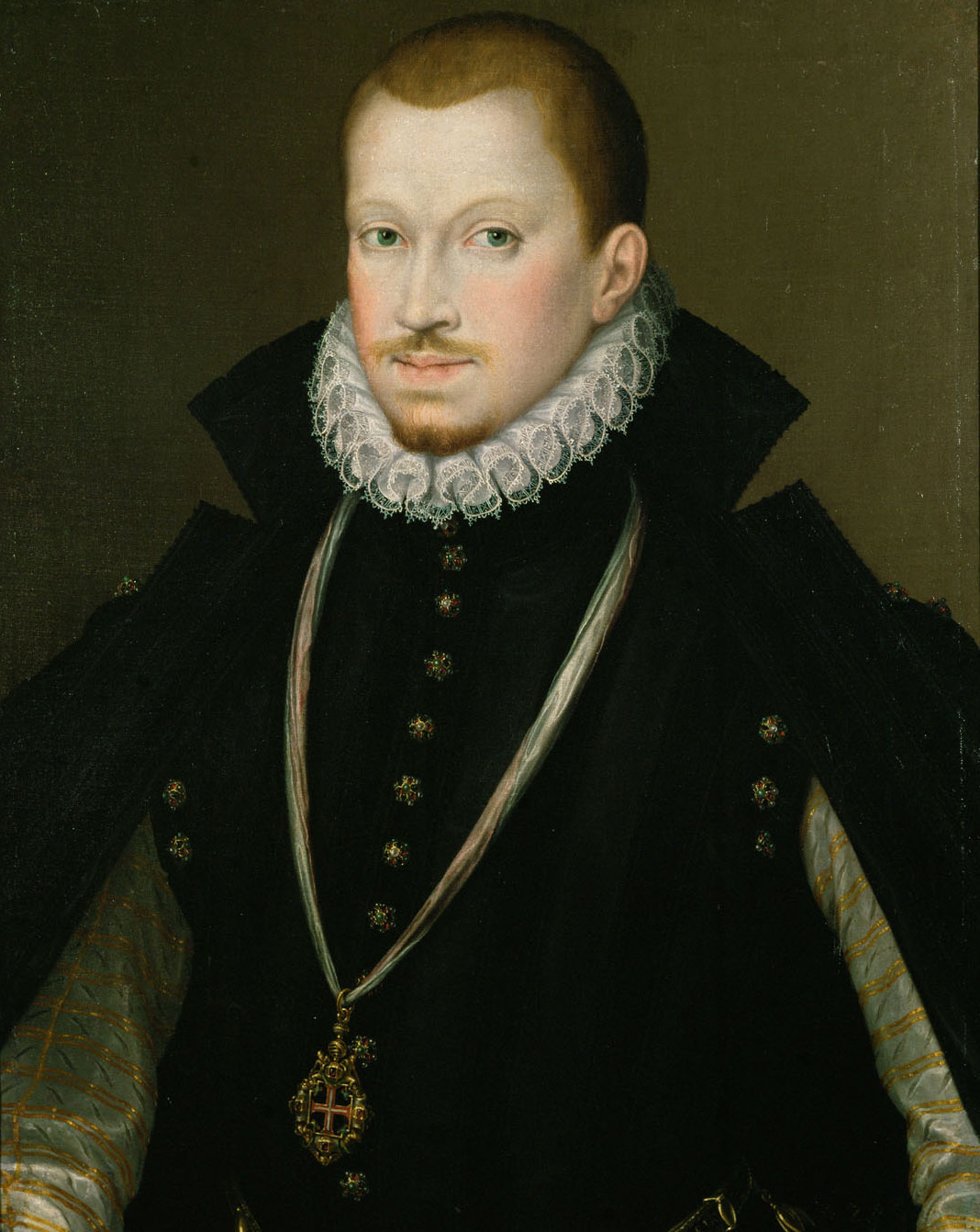
Sebastian I.

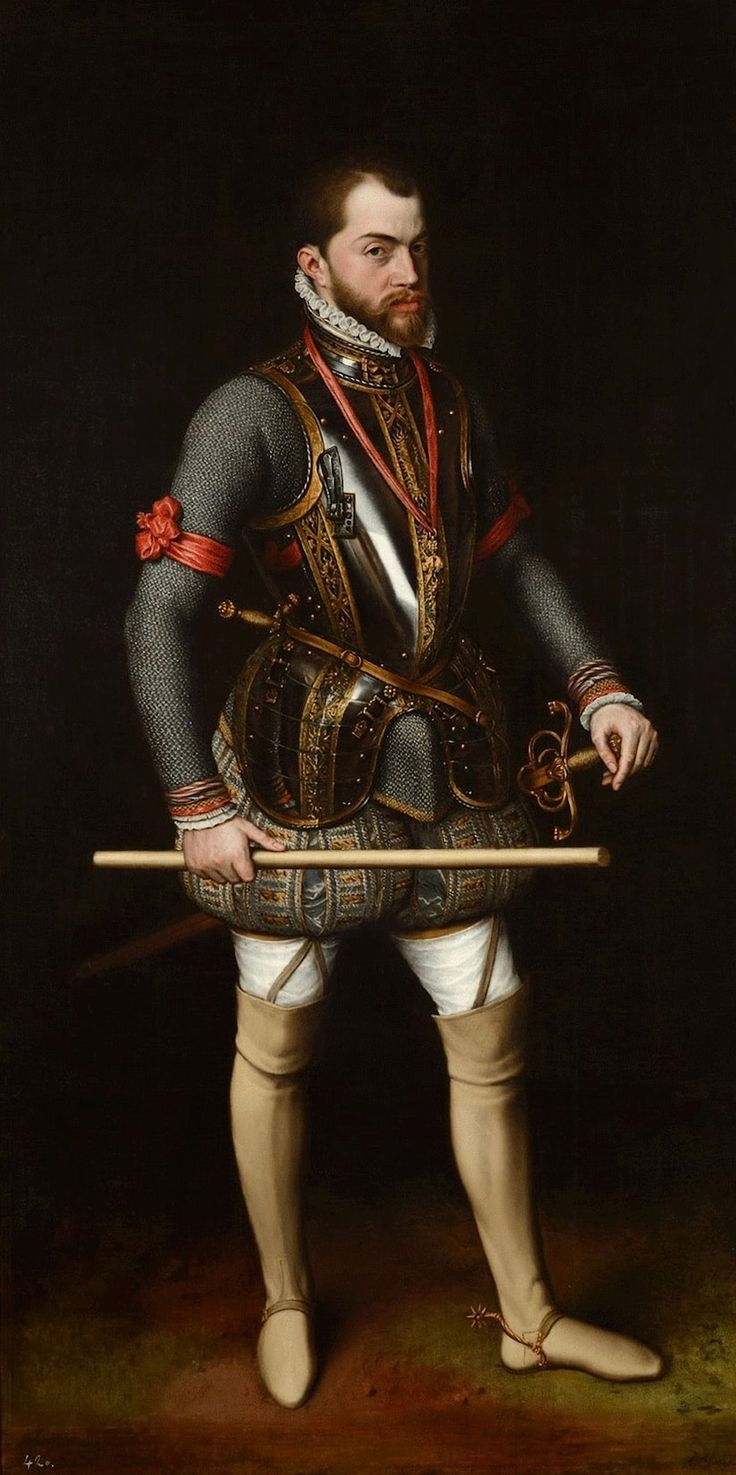
Philipp II. (I.) von Spanien und Portugal

- 1580 bis 1640 Personalunion Portugals mit Spanien
- 1580: Nach dem Aussterben der Dynastie der Avis versucht António von Crato die Krone zu übernehmen, kann jedoch nicht verhindern, dass Portugal vom spanischen König Philipp II. und seinen Nachfolgern in Personalunion regiert wird. Die portugiesische Rechts- und Verwaltungsordnung bleibt weitgehend bestehen, die Autonomie des Landes wird jedoch zusehends eingeschränkt.
- 1622: Portugal verliert Hormus an die Briten.
- 1630: Die Holländer vertreiben die Portugiesen aus Nordostbrasilien (Pernambuco).
- 1637: Portugal verliert das westafrikanische Handelsfort Elmina an die Holländer.
- 1640: Durch einen Aufstand wird in Lissabon die spanische Statthalterin gestürzt. Ende der Personalunion mit Spanien. Der Herzog von Braganza wird als Johann IV. zum König gewählt. Somit Ende der spanischen Herrschaft und Beginn der Herrschaft des Hauses Braganza, das bis 1853 in Portugal herrschen sollte.
- 1640 und 1652: Verteidigungsverträge mit den Briten gegen die Spanier.
- 1659 bis 1668: Die Spanier versuchen im Restaurationskrieg ihre Herrschaft über Portugal zurückzugewinnen, müssen aber im Frieden von Lissabon die portugiesische Unabhängigkeit anerkennen.
- 1667: Peter II. setzt seinen behinderten Bruder Alfons VI. ab.
- 1669: die Cortes treten zum letzten Mal zusammen, ab jetzt wird Portugal absolutistisch regiert.
- 1702 bis 1713: Spanischer Erbfolgekrieg, Portugal kämpft auf Seiten Englands und der Niederlande.
- 1703: Der Methuenvertrag bindet Portugal wirtschaftlich an England.
- 1706: stirbt der portugiesische König Peter II.; Johann V. folgt ihm auf den Thron.
- 1717: wird die Academia Portuguesa gegründet. Briten und Niederländer dringen in das portugiesische Kolonialreich in Asien und Afrika vor. Gleichzeitig gewinnt Brasilien für Portugal an Bedeutung, da das Land durch die Gold- und Diamantlieferungen aus der Kolonie seine negative Handelsbilanz mit Großbritannien ausgleichen kann.
- ab 1750: Mit dem Tod von Johann V. und der Thronfolge Joseph I. kommt Sebastião José de Carvalho e Melo, der spätere Marquês de Pombal, als Erster Minister an die Macht. Pombal wird in der Historiographie unterschiedlich beurteilt, da er einerseits eine Reihe von ambitionierten Reformvorhaben vor allem in Bildung und Wirtschaft initiierte, andererseits aber eine große Machtfülle in seiner Hand vereinte und mit diktatorischen Maßnahmen jede Opposition erstickte.
- 1755: Ein Erdbeben zerstört die Stadt Lissabon. Pombal organisiert den Wiederaufbau.
- 1777: König Joseph I. stirbt, seine Nachfolgerin Maria I. entlässt Pombal.
- 1792: Königin Maria wird wegen Wahnsinns entmündigt, ihr Sohn Johann VI. regiert seitdem als Prinzregent das Land.
- 1793: Portugal beteiligt sich an der europäischen Koalition gegen Napoleon.

## 1801 bis 1850
- 1801: Von Napoleon ermuntert fällt Spanien in Portugal ein (Orangen-Krieg). Im Frieden von Badajoz muss Portugal die Stadt Olivenza (port. Olivença) an Spanien abtreten.
- 1807: Besetzung Portugals durch französische Truppen. Die Königsfamilie flieht nach Brasilien. Rio de Janeiro wird neuer Regierungssitz.
- 1808: Landung eines britischen Expeditionsheers unter der Führung von Arthur Wellesley, 1. Herzog von Wellington. Die Briten und die Reste der portugiesischen Armee siegen in den Schlachten von Roliça und Vimeiro, die Franzosen müssen sich aus Portugal zurückziehen.
- 1809: Die zweite französische Invasion endet mit dem britisch-portugiesischen Sieg in der Schlacht von Talavera de la Reina (27./28. Juli).
- 1810: Dritte französische Invasion, nach der französischen Niederlage
- 1811: In der Schlacht von Sabugal (3. April) müssen sich die Franzosen endgültig zurückziehen. Portugal ist befreit, die königliche Familie verbleibt jedoch in Brasilien, der britische Befehlshaber William Carr Beresford regiert als Militärdiktator.
- 1815: Vereinigtes Königreich von Portugal, Brasilien und den Algarven: Brasilien erreicht den Status eines Königreichs und damit die rechtliche Gleichstellung mit dem portugiesischen Mutterland.
- 1816: Tod König Maria I., Prinzregent Johann wird in Rio de Janeiro zum neuen König gekrönt (Johann VI.)
- 1817: Aufstand liberaler und freimaurerischer Kräfte in Portugal gegen die Militärdiktatur Beresfords, dieser geht mit großer Härte gegen die Aufständischen vor.
- 1820 Beginn der Liberalen Revolution mit einem Aufstand in Porto. Aufstand gegen die Militärdiktatur Beresfords, für die Einführung einer konstitutionellen Monarchie mit liberaler Verfassung nach spanischem Vorbild und für die Rückkehr des Königs, der als konstitutioneller Monarch herrschen soll.
- 1821: Wahl einer verfassungsgebenden Versammlung (Cortes), diese fordert den König zur Rückkehr aus Brasilien auf, Johann VI. folgt schließlich dieser Aufforderung und lässt Kronprinz Peter (der spätere Peter IV.) als Regenten in Brasilien zurück. Die Cortes in Lissabon verabschiedet die erste portugiesische Verfassung.
- 1822 (7. September): Brasilien erklärt seine Unabhängigkeit von Portugal. Kronprinz Peter besteigt als Peter I. als erster Kaiser den brasilianischen Thron.
- 1824: Aufstand der Königin Charlotte Johanna und des Prinzen Michael gegen König Johann VI. und die liberale Verfassung. Der König kann sich durchsetzen, zwingt die Königin und seinen Sohn ins Exil, widerruft allerdings die liberale Verfassung.
- 1826: Tod des Königs Johann VI. Sein Sohn, der rechtmäßige Thronerbe, kann die Nachfolge nicht antreten, da er als Kaiser Peter I. in Brasilien regiert. Er dankte deshalb zugunsten seiner Tochter Maria da Glória ab, verknüpfte mit dem Verzicht aber zwei Bedingungen: 1. Sein Bruder Miguel sollte später Maria da Glória (Maria II.) heiraten. 2. Portugal erhält eine oktroyierte Verfassung (die Carta Constitucional), die er von Rio de Janeiro aus diktiert. Die Carta Constitucional von 1826 sollte sich als die stabilste portugiesische Verfassung des 19. Jahrhunderts herausstellen – trotz Änderungen und temporärer Außerkraftsetzungen blieb sie letztlich bis 1910 bestehen.
- 1828: Michael entthront seine Nichte Maria und ruft sich selbst als Michael I. zum König aus. Er regiert als letzter König absolutistisch.
- 1831: Peter I. dankt als Kaiser von Brasilien ab, nimmt den Titel eines Herzogs von Braganza an und geht nach Europa, um den Kampf gegen seinen Bruder Michael aufzunehmen.
- 1831 bis 1834: Miguelistenkrieg zwischen Peter und den Liberalen einerseits, Michael und den Absolutisten andererseits. Mit Hilfe der liberalen Generäle Saldanha und Terceira gelingt es Peter seinen Bruder zu besiegen, dieser muss erneut ins Exil gehen. Nach dem Tod Peters wird Maria II. für volljährig erklärt und beginnt eigenständig zu regieren.
- 1834 bis 1836: Regierung der Cartisten. Die Verwaltung und Justiz wird nach napoleonischem Vorbild neu organisiert, die Handelsmonopole der großen Korporationen werden abgeschafft. Die religiösen Orden werden aufgelöst, Kircheneigentum wird nationalisiert.
- 1836: Septemberrevolution: Terceira, der letzte cartistische Ministerpräsident wird gestürzt, die Setembristen kommen an die Macht.
- 1836 bis 1842: Setembristische Regierungen (Manuel da Silva Passos, Markgraf von Sá da Bandeira). Verschiedene Aufstände der Cartisten gegen die setembristische Regierung schlagen fehl (Belenzada, Aufstand der Marschälle).
- 1838: Eine neue setembristische, extrem demokratische Verfassung tritt in Kraft.
- 1842 bis 1846: Konservative (Cartistische) Diktatur unter António Bernardo da Costa Cabral, Markgraf von Tomar. Die Carta Constitucional wird als Verfassung wieder eingeführt.
- 1846: Aufstand von Maria da Fonte, Sturz von Costa Cabral.
- 1846 bis 1849: Cartistische Regierung unter dem Herzog von Saldanha.
- 1846 bis 1847: Bürgerkrieg zwischen Cartisten und Setembristen, die eine provisorische Regierung in Porto bilden. Erst dank britischem und spanischem Eingreifen kann Saldanha den Krieg gewinnen.
- 1849 bis 1851: Zweite Regierung Costa Cabrals

## 1851 bis 1900
- 1851 bis 1856: Saldanha regiert mit diktatorischen Vollmachten
- 1853: Tod Königin Maria II., ihr Ehemann Ferdinand II. regiert bis zur Volljährigkeit ihres Sohnes Peter als Prinzregent. Mit Maria II. endet die Herrschaft des Hauses Braganza, über ihren Ehemann kommt der portugiesische Zweig des Hauses Sachsen-Coburg und Gotha, die letzte portugiesische Dynastie, an die Macht (bis 1910).
- 1855 Peter V. wird volljährig und übernimmt die Regierung. Er entlässt
- 1856 Saldanha. Mit dem Herzog von Loulé kommen zum ersten Mal seit Costa Cabral die Setembristen von der Macht verjagt hat, wieder die Linksliberalen an die Macht. Beginn des Rotativismus: Portugal erhält ein gefestigtes Zweiparteiensystem, mit der konservativen Regenerationspartei auf der einen, der Historischen, später der Progressiven Partei auf der anderen Seite, die sich in regelmäßigen Intervallen in der Regierung ablösen.
- 1861: der im Volk äußerst beliebte König Peter V. stirbt jung und unerwartet zusammen mit zwei seiner Brüder an einer Fieberepidemie. Im Volk kursieren Gerüchte, der König sei ermordet worden, es kommt deshalb zu Aufständen. Ludwig I. besteigt den Thron.
- 1865–1868: Große Koalition aus Regenerationspartei und Historischer Partei unter Joaquim António de Aguiar (sog. Governo da fusão).
- 1868: Januaraufstände in Lissabon, wegen Pläne der Regierung aufgrund der prekären Haushaltssituation die Steuern zu erhöhen. Fall der Regierung de Aguiar, Ende der großen Koalition.
- 1870: Saldanha kehrt aus dem Ausland zurück und putscht sich an die Macht, wird aber nach einigen Monaten gestürzt.
- 1871–1877: „Fontismus“, konservative Regierung der Regenerationspartei unter António Maria de Fontes Pereira de Melo. Die Regierung fördert besonders die Industrialisierung des Landes.
- 1876: Gründung der ersten Republikanischen Partei.
- 1878: Trotz starker Proteste beruft Ludwig I. Fontes Pereira de Melo erneut zum Regierungschef. Die Republikaner können zum ersten Mal ein Abgeordnetenmandat erringen.
- 1889: Tod König Ludwigs, sein Sohn Karl I. besteigt den Thron.
- 1890: Höhepunkt der britisch-portugiesischen Kolonialkrise um sich widersprechende Ansprüche der beiden Staaten im südlichen Afrika. Im Ergebnis kann Portugal seine kolonialen Besitzungen konsolidieren, muss aber auf eine Ausweitung verzichten. Durch diese offensichtliche Schwäche ist die Monarchie diskreditiert. Es kommt zu gewalttätigen Übergriffen mit zehn Toten und über 40 Verletzten bei den Wahlen, die Republikaner erhalten drei Sitze. Der König ernennt bis 1893 überparteiliche Regierungen.
- 1891 Republikanischer Aufstand in Porto, Ausrufung der Republik. Der Aufstand wird niedergeschlagen. Staatsbankrott.
- 1893: Mit der Ernennung von Ernesto Rodolfo Hintze Ribeiro von der Regenerationspartei endet die Zeit der überparteilichen Regierungen. Es kommt bis 1906 wieder zum alten System der Rotation, zwischen Hintze Ribeiro und José Luciano de Castro von der Progressiven Partei.
- 1899: Vertrag von Windsor, endgültige Beilegung des britisch-portugiesischen Kolonialstreits. Die jeweiligen Besitzungen werden anerkannt, Portugal verzichtet auf die Ausweitung seines Kolonialreiches und räumt den Briten Durchmarschrechte für ihre Truppen ein.

## 1901 bis 2000
- 1901: Spaltung der Regenerationspartei. João Franco verlässt mit seinen Anhängern die Partei und gründet die Liberale Regenerationspartei.
- 1907–1908: Regierung João Fernando Pinto Franco: Nach anfänglichen Nachgeben gegenüber den Republikanern regiert Franco mit großer Härte. Das Parlament wird entmachtet, Franco regiert mit vom König gegengezeichneten Dekreten, Zensur der republikanischen Presse, Androhung der Verbannung prominenter Republikaner in die afrikanischen Kolonien.
- 1908: König Karl I. und der Thronfolger Ludwig Philipp fallen einem Attentat zum Opfer. Emanuel II. (1889–1932) besteigt, erst 18-jährig, als letzter Monarch den Thron.
- 1908: Emanuel II. entlässt João Fernando Pinto Franco. Die „Politik der Beruhigung“ (Politica de Acalmação) mit weitgehenden Zugeständnissen an die Republikaner kann die Monarchie nicht mehr retten.
- 1910
  - 3. Oktober: Der Psychiater und prominente Republikaner Miguel Bombarda wird von einem seiner ehem. Patienten getötet. Auch wenn die Tat wahrscheinlich keinen politischen Hintergrund hat, wirkt sie als Initialzündung für die republikanische Revolte (getragen von Militärs), durch die am
  - 4. Oktober König Emanuel II. zur Abdankung gezwungen wird (er geht kurze Zeit später ins Exil nach England). Am
  - 5. Oktober wird die Republik ausgerufen. Teófilo Braga (1843–1924) wird Übergangspräsident. Es folgt eine Phase der politischen Instabilität mit häufig wechselnden Präsidenten und Regierungschefs.
- 1911: Wahl einer verfassungsgebenden Versammlung. Verabschiedung einer neuen republikanischen Verfassung. Manuel José de Arriaga wird erster verfassungsmäßiger Präsident des Landes (bis 1915). Die republikanische Regierung verfolgt eine antiklerikale Politik und verkündet die Trennung von Kirche und Staat. Monarchistische Aufstände werden niedergeschlagen. Gründung der Universitäten von Lissabon und Porto. Die Republikanische Partei gerät unter den Einfluss von Afonso Costa, radikalisiert sich und nennt sich in Demokratische Partei um.
- 1912: Evolutionisten und Unionisten verlassen die Demokratische Parteien. Die Republikaner haben sich damit in drei Strömungen geteilt. Erneute monarchistische Aufstände.
- 1915: Putsch konservativer Offiziere gegen die Regierung Vítor Hugo de Azevedo Coutinho und die sie stützende Demokratische Partei des Afonso Costa, Auflösung des Parlaments (25. Januar). Am 28. Januar ernennt Präsident de Arriaga den Führer der Putschisten, General Joaquim Pimenta de Castro, zum Ministerpräsidenten. Er bildet ein vornehmlich aus konservativen Militärs bestehendes Kabinett und regiert ohne Parlament durch vom Präsidenten gegengezeichnete Verordnungen (Diktatur der Schwerter). Am 14. Mai wird er durch einen Putsch von Afonso Costa nahestehenden Offizieren gestürzt, auch Präsident de Arriaga muss am 26. Mai zurücktreten. Teófilo Braga wird erneut Übergangspräsident. Am 5. Oktober wird Bernardino Machado zum neuen Präsidenten gewählt.
- 1916: (9. März) Portugal tritt im Ersten Weltkrieg an der Seite der Entente im Kampf gegen die Mittelmächte an. Große Koalition (Regierung der geheiligten Einheit – governo da sagrada união) unter António José de Almeida.
- 1917:
  - 12. Juni: Nach gewalttätigen Demonstrationen gegen die Regierung mit Toten Ausrufung des Ausnahmezustands.
  - 5. Dezember: Putsch des Sidónio Pais. Auflösung des Parlaments, Suspendierung der Verfassung, Flucht von Präsident Machado ins Ausland. Beginn der „Neuen Republik“.
- 1918:
  - 19. Januar: Paiva Couceiro proklamiert in Porto die Wiedereinführung der Monarchie.
  - Ende Februar: Der monarchistische Aufstand in Porto bricht zusammen.
  - April: Pais wird bei einem Referendum zum Staatsoberhaupt gewählt.
  - Mai: Parlamentswahlen, die von Pais gegründete Nationalrepublikanische Partei erlangt einen überwältigenden Sieg
  - 14. Dezember Pais wird in Lissabon bei einem Attentat erschossen. João do Canto e Castro wird neuer Präsident.
- 1919:
  - 11. Januar: In Santarém revoltieren Soldaten und Offiziere, darunter der spätere Ministerpräsident Álvaro de Castro, die Präsident do Canto e Castro vorwerfen, er wolle die Politik des Sidónio Pais weiterführen.
  - Juni: Präsident do Canto e Castro erklärt seinen Rücktritt, kann jedoch vom Parlament zunächst zum Bleiben überredet werden.
  - 28. Juni: Die Unterzeichnung des Versailler Vertrags beendet offiziell den Ersten Weltkrieg.
  - September: Gründung des Allgemeinen Gewerkschaftsbundes (CGT). Gründung der Kommunistischen Partei (PCP)
  - Oktober: Erneuter Rücktritt von do Canto e Castro. António José de Almeida wird sein Nachfolger.
- 1921 (19. Oktober): Lissabonner Blutnacht: Bei einem Aufstand der Republikanischen Garden wird der Ministerpräsident und eine Reihe anderer Politiker getötet.
- 1923: Manuel Teixeira Gomes wird zum neuen Präsidenten gewählt.
- 1925:
  - April: Ein Putschversuch von Sinel de Cordes scheitert,
  - 11. Dezember: Präsident Teixeira Gomes gibt entnervt auf, tritt zurück und verlässt das Land. Sein Nachfolger wird Bernardino Machado (zweite Amtszeit).
- 1926:
  - 28. Mai: Beginn des Militärputsches von General Gomes da Costa.
  - 31. Mai: Rücktritt von Präsident Machado und Flucht ins Ausland. Hauptmann Mendes Cabeçadas wird von Machado zu seinem Nachfolger und Verteidiger der Republik ernannt.
  - 1. Juni: Mendes Cabeçadas trifft sich mit dem Putschgeneral Gomes da Costa und bildet mit diesem gemeinsam eine Regierungsjunta. Mendes Cabeçadas wird Chef der Junta, Gomes da Costa behält allerdings als Kriegsminister den Oberbefehl über die Armee. António de Oliveira Salazar wird in der Junta zum Finanzminister berufen und tritt so zum ersten Mal in die Regierung ein.
  - 6. Juni: Gomes da Costa marschiert mit seinen Truppen in Lissabon ein.
  - 17. Juni: Gomes da Costa setzt Mendes Cabeçadas als Chef der Junta ab und erklärt sich selbst zum Staatsoberhaupt und Regierungschef.
  - 9. Juli: Gomes da Costa wird von General António Óscar de Fragoso Carmona gestürzt.
- 1932 (5. Juli): António de Oliveira Salazar (1889–1970) wird Ministerpräsident. Er errichtet einen autoritär-korporativen Einparteienstaat nach faschistischem Vorbild, unterdrückt jegliche Opposition, schafft es aber, die Staatsfinanzen zu sanieren und die innere Ordnung wiederherzustellen.
- 1939–1945: Im Zweiten Weltkrieg bleibt Portugal neutral, gewährt den USA und Großbritannien aber Stützpunkte auf den Azoren.
- 1949 (April): Portugal tritt der NATO bei.

### 1950er
- 1951 (11. Juni): Die Kolonien werden offiziell zu Überseeprovinzen Portugals erklärt.
- ab 1960: Portugal sieht sich in seinen afrikanischen Kolonien zunehmend in einen verlustreichen Unabhängigkeitskrieg verwickelt, der auch im portugiesischen Mutterland Unmut und Widerstand gegen die herrschende Diktatur auslöst.
- 1961 (18. Dezember): Portugal verliert seine Besitzungen in Indien (Goa, Damão und Diu).
- 1968 (26. September): Nach einem Schlaganfall Salazars übernimmt Marcelo Caetano (1906–1980) das Amt des Regierungschefs und setzt die autoritäre Politik seines Vorgängers fort.

### 1970er
- 1973 (24. September): Die westafrikanische Kolonie Guinea-Bissau erklärt einseitig ihre Unabhängigkeit, die von Portugal jedoch erst am 10. September 1974 offiziell anerkannt wird.
- 1974
  - 15. März: Die Regierung entlässt den Oberkommandierenden der Streitkräfte, General Francisco da Costa Gomes (1914–2001), und seinen Stellvertreter General António Ribeiro de Spínola (1910–1996), der später eine herausragende Rolle bei der Nelkenrevolution spielen sollte, da beide sich geweigert hatten, am Vortag an einer Veranstaltung zur Unterstützung der Regierung teilzunehmen.
  - 21. April: Die „Bewegung der Hauptleute“ (movimento dos capitães), ursprünglich lediglich eine Interessenvertretung jüngerer Offiziere, die sich dann schnell politisierte, nennt sich in „Bewegung der Streitkräfte“ (Movimento das Forças Armadas (MFA)) um, und beschließt den Putsch gegen die Regierung.
  - 25. April: Nelkenrevolution: In einer weitgehend unblutigen Aktion übernehmen die Streitkräfte die Macht. Staatspräsident Américo Tomás (1894–1987; Reg. 1958–1974) und Ministerpräsident Marcello Caetano werden zum Rücktritt gezwungen und gehen ins Exil. Eine „Nationale Rettungsfront“ (Junta de Salvação Nacional) mit Spínola an der Spitze übernimmt die Macht. Álvaro Cunhal, Generalsekretär der Kommunistischen Partei Portugals (PCP) kehrt aus seinem Prager Exil nach Portugal zurück.
  - 28. April: Mário Soares, Mitgründer und Vorsitzender der Sozialistischen Partei Portugals (PS) kehrt aus dem Exil nach Portugal zurück.
  - 15. Mai: Spínola wird Staatspräsident und ernennt am
  - 16. Mai: Adelino da Palma Carlos (1905–1992) zum Ministerpräsidenten. Da Palma Carlos führt eine gemäßigt sozialistische Politik und wird dabei von Staatspräsident Spínola unterstützt, gerät aber zusehends in einen Gegensatz zu radikaleren Kräften innerhalb des MFA, die schließlich am
  - 17. Juli seinen Rücktritt erreichen. Neuer Ministerpräsident wird Oberst Vasco dos Santos Gonçalves (1921–2005) der einen zunehmend radikalsozialistischen Kurs einschlägt (Agrarreform, Verstaatlichung der Banken usw.). Nachdem Spínola vergeblich versucht hat, gegen diesen Kurs Widerstand zu leisten, tritt er am
  - 30. September zurück. Sein Nachfolger wird General Francisco da Costa Gomes. Die neue Regierung nimmt mit den verschiedenen Befreiungsbewegungen Verhandlungen auf, mit dem Ziel, die portugiesischen Kolonien in die Unabhängigkeit zu entlassen. Macau wird »chinesisches Territorium unter portugiesischer Verwaltung«. Die schon 1973 einseitig proklamierte Unabhängigkeit von Guinea-Bissau wird offiziell anerkannt.
- 1975
  - 11. März: Gegen die von ihnen als Gefahr einer kommunistischen Machtübernahme perzipierte Politik der Regierung putschen die Anhänger Spínolas. Der Putsch misslingt und Spínola muss ins spanische Exil flüchten. Seine Anhänger werden aus der Regierung und dem MFA verdrängt. Die Nationale Rettungsfront wird aufgelöst und durch den Revolutionsrat (Conselho da Revolução) ersetzt, der, mit weit reichenden Machtbefugnissen ausgestattet, sich zu einer „Neben- und Überregierung“ entwickelt.
  - 25. April: Wahlen zur Verfassungsgebenden Versammlung.
  - 25. Juni: Mosambik wird in die Unabhängigkeit entlassen.
  - 5. Juli: Die Kapverdischen Inseln werden in die Unabhängigkeit entlassen.
  - 12. Juli: São Tomé und Príncipe wird in die Unabhängigkeit entlassen.
  - 19. September: Nach anhaltenden heftigen Machtkämpfen (vornehmlich zwischen Sozialisten und Kommunisten) wird Ministerpräsident Gonçalves durch eine Offiziersversammlung abgesetzt und durch den gemäßigteren José Baptista Pinheiro de Azevedo (1917–1983) abgelöst.
  - 11. November: Angola wird in die Unabhängigkeit entlassen, das portugiesische Kolonialreich hat damit aufgehört zu existieren. „Heißer Sommer 1975“: Die Auseinandersetzungen zwischen gemäßigten und radikal sozialistischen Kräften intensivieren sich, es kommt zu Straßenunruhen und illegale Landbesetzungen. Schließlich inszeniert eine revolutionäre Soldatenbewegung unter Oberst Otelo Saraiva de Carvalho (1936–2021) am
  - 20. November eine Rebellion linker Truppenteile, die von Oberst António Ramalho Eanes (* 1935) niedergeschlagen wird. In der Folge wird die Armee neu strukturiert und aus der Politik herausgehalten.
  - 28. November: Osttimor erklärt seine Unabhängigkeit. Am folgenden Tag beginnt eine indonesische Invasion.
- 1976
  - 2. April: Die Verfassungsgebende Versammlung verabschiedet eine neue Verfassung (Dritte Republik).
  - 25. April: Erste freie Parlamentswahlen nach der neuen Verfassung. Die Sozialisten werden stärkste Partei, erreichen jedoch keine Mehrheit.
  - 17. Juli: Indonesien annektiert offiziell Osttimor (Timor-Leste).
  - 27. Juli: Erste freie Präsidentenwahlen. General Eanes wird mit großer Mehrheit gewählt, sein wichtigster Gegenkandidat, Hauptmann Otelo erhält nur 16,5 % der Stimmen.
  - 23. September: Mário Soares wird Ministerpräsident einer von der PS geführten Minderheitsregierung.
  - 22. September: Portugal wird in den Europarat aufgenommen.
- 1978: Nachdem zunächst die Minderheitsregierung Soares gescheitert ist (5. Dezember 1977), bricht auch eine daraufhin von Soares geschmiedete Koalition mit der CDS auseinander. Präsident Eanes entlässt daraufhin Soares als Ministerpräsidenten und ernennt überparteiliche Regierungen, zunächst unter Alfredo Nobre da Costa (1923–1996) (ab 28. August), dann unter Carlos Mota Pinto (1936–1985) (ab 22. November), schließlich
- 1979 (1. August) wird Maria de Lourdes Pintasilgo (1930–2004) erste und bisher einzige weibliche Regierungschefin Portugals. Mangels Mehrheit im Parlament war keine dieser Regierungen von langer Dauer, die Parteien einigten sich schließlich auf vorgezogene Neuwahlen, die gegen Ende 1979 durchgeführt wurden und zu einem Sieg der Konservativen führt.

### 1980er
- 1980: Der Wahlsieger von 1979, Francisco Sá Carneiro wird neuer Ministerpräsident. Bei erneuten Parlamentswahlen (5. Oktober) kann Sá Carneiro seine Mehrheit ausbauen. Bei den Präsidentschaftswahlen des gleichen Jahres wird General Eanes mit großer Mehrheit wieder gewählt. Am 4. Dezember kommt Ministerpräsident Sá Carneiro bei einem Flugzeugabsturz unter bis heute ungeklärten Umständen ums Leben. Diogo Freitas do Amaral wird kurzzeitig amtierender Ministerpräsident.
- 1981 (9. Januar): Francisco Pinto Balsemão (* 1937) wird als Nachfolger des verunglückten Sá Carneiro neuer Ministerpräsident.
- 1982 (12. August): Eine Verfassungsreform führt zur Aufhebung einer Reihe von Relikten aus der Zeit der Nelkenrevolution in der Verfassung, unter anderem auch des 1974 gegründeten Revolutionsrates.
- 1983: Nachdem die konservative Koalition zerfallen ist und Pinto Balsemão seine parlamentarische Mehrheit verloren hat, tritt er als Ministerpräsident zurück. Es kommt zu Neuwahlen (25. April). Diese werden von den Sozialisten gewonnen, die zwar stärkste Partei werden, die Mehrheit jedoch erneut verfehlen. Nach schwierigen Verhandlungen gelingt es Mário Soares mit den Konservativen eine Koalition zu vereinbaren, so er wird am 9. Juni zum zweiten Mal Ministerpräsident.
- 1985: Die Koalition mit den Sozialisten führt innerhalb der konservativen Sozialdemokraten zur Zerreißprobe. Aníbal Cavaco Silva (* 1939) gelingt es Pinto Balsemão als Parteichef zu stürzen, er beendet daraufhin die Koalition mit den Sozialisten, was zum Rücktritt von Ministerpräsident Soares und zu vorgezogenen Neuwahlen (6. Oktober) führt. Diese werden von den Konservativen gewonnen, die zwar stärkste Partei wurden, aber ebenfalls keine Mehrheit erlangte; Cavaco Silva wird daraufhin (am 6. November) neuer Ministerpräsident als Führer einer Minderheitsregierung. Oberst Otelo, einer der führenden Persönlichkeiten der Nelkenrevolution und gegen Eanes gescheiterter Präsidentschaftskandidat der Linken, wird in einem umstrittenen Prozess wegen Mitgliedschaft in einer terroristischen Vereinigung verurteilt; er verbüßt fünf Jahre Gefängnisstrafe, bis er schließlich 1996 amnestiert wird.
- 1986 (1. Januar): Portugal wird Mitglied der Europäischen Gemeinschaft (EG). Bei den Präsidentschaftswahlen kann General Eanes lt. Verfassung nicht mehr kandidieren (Beschränkung auf zwei Amtszeiten), in der zweiten Runde werden die Wahlen von Mário Soares gewonnen, der am 9. März Nachfolger von Ramalho Eanes im Amt des Staatspräsidenten wird, als erster Zivilist in diesem Amt seit 60 Jahren.
- 1987: Nachdem die Minderheitsregierung Cavaco Silva gescheitert ist, kommt es zu vorgezogenen Neuwahlen (19. Juli), bei diesen gelingt es Silva, zum ersten Mal überhaupt seit Beginn der Dritten Republik, eine absolute Mehrheit der Parlamentsmandate für seine Sozialdemokraten zu erringen.

### 1990er
- 1991: Reguläre Präsidentschafts- (13. Januar) und Parlamentswahlen (6. Oktober), die von den beiden Amtsinhabern, Präsident Soares und Ministerpräsident Cavaco Silva, souverän gewonnen werden. Letzterer kann seine absolute Mehrheit noch ausbauen.
- 1995: Eine wirtschaftliche Rezession führt zu steigender Unzufriedenheit der Bevölkerung mit der konservativen Regierung. Bei den 1995 abgehaltenen regulären Parlamentswahlen verlieren die konservativen Sozialdemokraten ihre Mehrheit (Ministerpräsident Cavaco Silva war nicht mehr angetreten) mit António Guterres (* 1949) wird am 28. Oktober wieder ein Sozialist Regierungschef.
- 1996 (9. März): Der Sozialist Jorge Sampaio (1939–2021) wird neuer Staatspräsident, sein Gegenkandidat war der vormalige Ministerpräsident Cavaco Silva.
- 1999 (20. Dezember): Portugal tritt seine Kolonie Macau an China ab.

## Ab 2001
- 2001: Bei Kommunalwahlen müssen die Sozialisten herbe Verluste einstecken, Ministerpräsident Guterres lässt daraufhin vorgezogene Neuwahlen abhalten, diese werden am
- 2002 (17. März) von den Sozialdemokraten gewonnen, José Manuel Barroso (* 1956) wird neuer Ministerpräsident. Bereits am 1. Januar hatte die europäische Gemeinschaftswährung Euro den Escudo als portugiesisches Zahlungsmittel abgelöst.
- 2003: Im Irak-Krieg gehört die Regierung von Barroso zu den europäischen Unterstützern des umstrittenen amerikanischen Angriffs auf den Irak. Portugal nimmt mit 128 Soldaten an der „Koalition der Willigen“ teil.
- 2004: Nachdem sich die Staats- und Regierungschefs der Europäischen Union beim Europäischen Rat auf Barroso als neuen Präsidenten der Europäischen Kommission geeinigt haben (29. Juni), tritt dieser am 17. Juli als portugiesischer Ministerpräsident zurück. Barroso ist seit dem 22. November als Nachfolger des Italieners Romano Prodi Präsident der EU-Kommission, der erste Portugiese in diesem Amt. Nachfolger als portugiesischer Ministerpräsident wird Pedro Santana Lopes (* 1956). Die kurze Amtsperiode von Santana Lopes („König des Nachtlebens von Lissabon“, „portugiesischer Berlusconi“) ist von Krisen überschattet, Präsident Sampaio wirft ihm öffentlich „Unfähigkeit“ vor, Santana Lopez tritt schließlich am 30. November als Ministerpräsident zurück, bleibt jedoch bis zu den vorgezogenen Neuwahlen geschäftsführend im Amt.
- 2005: Die vorgezogenen Neuwahlen (20. Februar) werden zum Desaster für die Konservativen („politisches Erdbeben“), die unter der 30 %-Marke bleiben. Die Sozialisten erringen die absolute Mehrheit. José Sócrates (* 1957) von den Sozialisten wird neuer Ministerpräsident, er beendet das portugiesische Engagement im Irak.
- 2006: Bei den Präsidentschaftswahlen vom 22. Januar gewinnen allerdings wieder die Konservativen, Aníbal Cavaco Silva gelingt es bereits im ersten Wahlgang sich gegen mehrere Gegenkandidaten, darunter auch Expräsident Mário Soares, durchzusetzen, er wird so, im zweiten Anlauf, doch noch portugiesischer Präsident.
- 2009: Bei den Parlamentswahlen verliert das PS, regiert aber in einer Minderheitsregierung weiter.

### 2010er
- 2011: Bei der Präsidentschaftswahl wird Aníbal Cavaco Silva bestätigt. In der vorgezogenen Parlamentswahl geht das PSD als Gewinner hervor. Neuer Premierminister wird Pedro Passos Coelho.